# Bad Sachsa

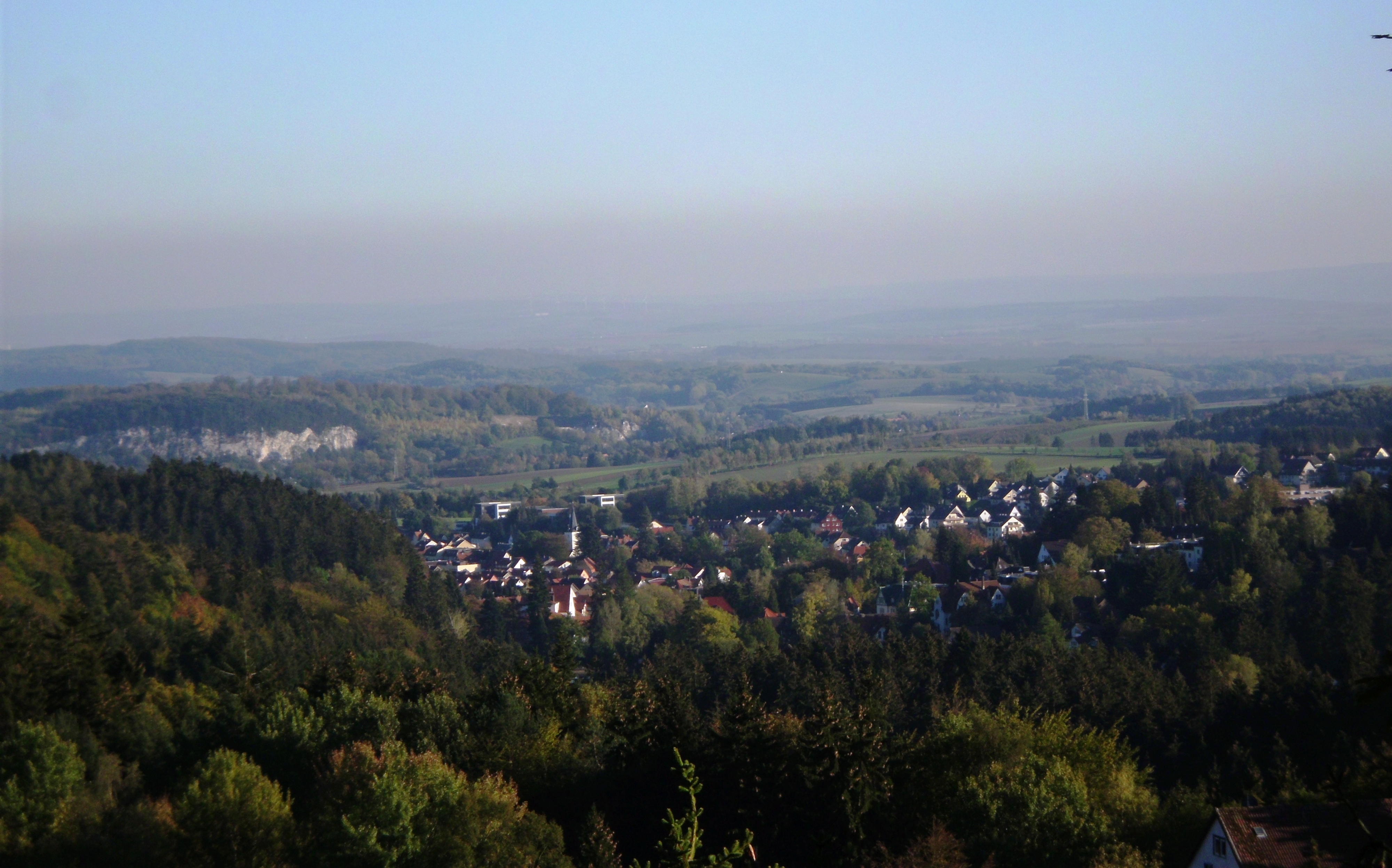
Blick auf Bad Sachsa vom Aussichtspunkt Philippsgruß

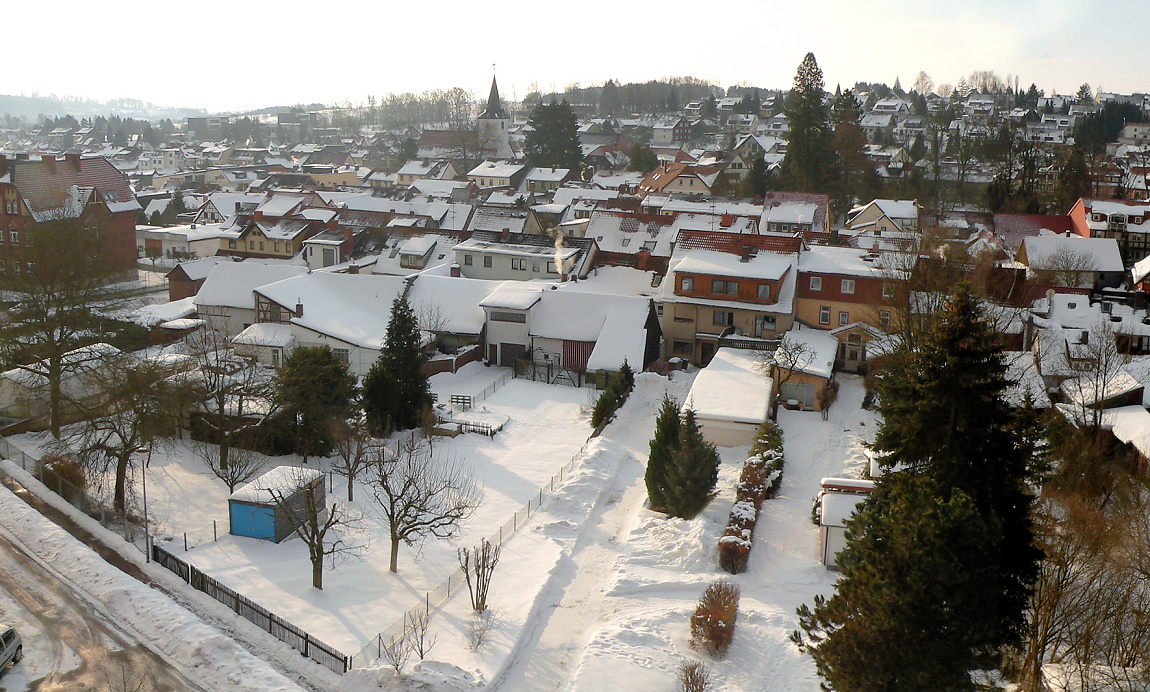
Blick auf die Stadt

Bad Sachsa (bis 1905 Sachsa) [ˈzaksa] ist eine Kleinstadt in Niedersachsen am Südrand des Harzes im Landkreis Göttingen, etwa 50 km östlich von Göttingen und 20 km nordwestlich von Nordhausen. Der Ort ist ein staatlich anerkannter heilklimatischer Kurort und Wintersportplatz.

## Geographie

### Lage

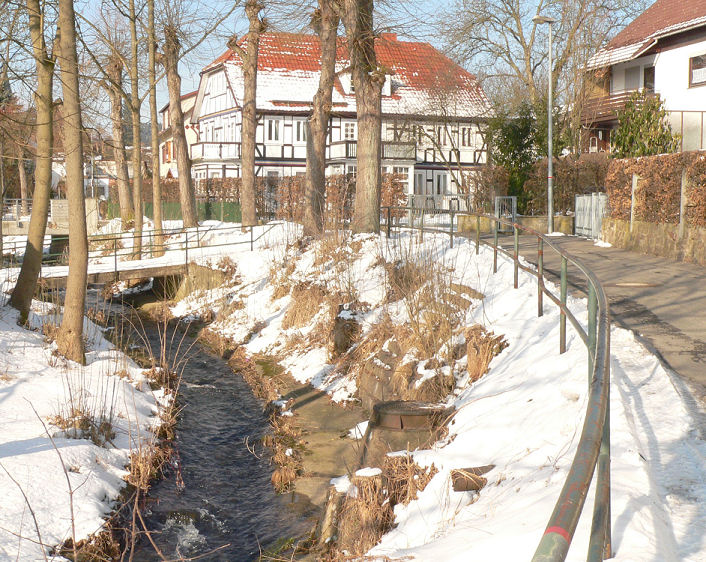
Die Uffe in Bad Sachsa

Der Ort wird von der Uffe durchflossen; in der Nähe des Ortskerns liegt der künstlich angelegte Schmelzteich. Die höchste Erhebung im näheren Umfeld ist der Ravensberg mit 659 m ü. NHN etwa 5,5 km nordwestlich des Stadtzentrums.

### Stadtgliederung
Die Stadt Bad Sachsa besteht aus den folgenden vier Ortsteilen:
| Ortsteil                                         | Einwohner |
| ------------------------------------------------ | --------- |
| Bad Sachsa (mit dem Ortsteil Nüxei)              | 5.768     |
| Steina                                           | 0556      |
| Neuhof                                           | 0606      |
| Tettenborn (mit dem Ortsteil Tettenborn-Kolonie) | 0610      |
| Stadt Bad Sachsa                                 | 7.540     |

(Stand: 31. Dezember 2024)

### Nachbargemeinden
Nachbargemeinden sind in Niedersachsen Bad Lauterberg im Harz, Walkenried und in Thüringen Hohenstein.

## Geschichte

### Mittelalter bis Neuzeit

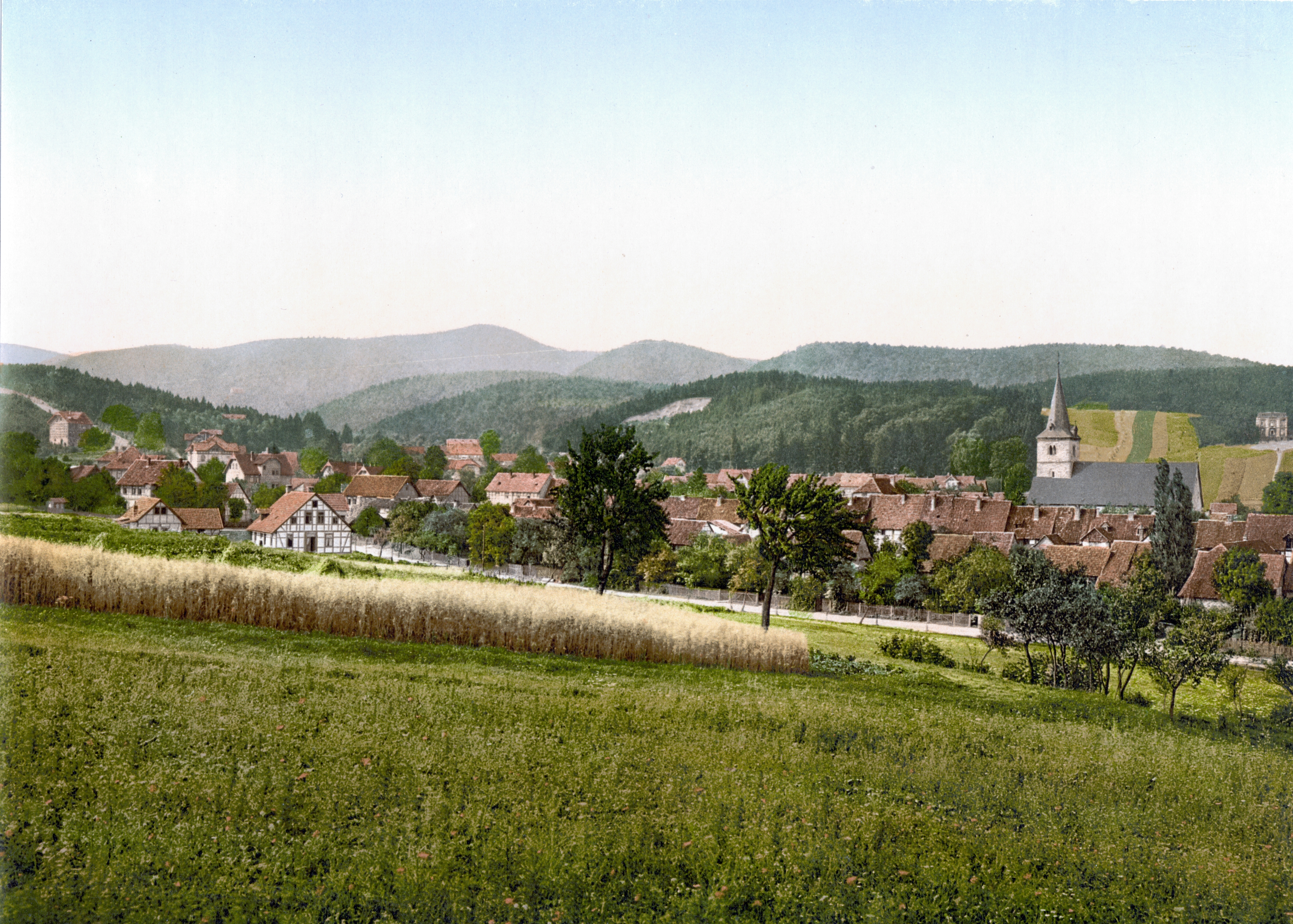
Bad Sachsa um 1900

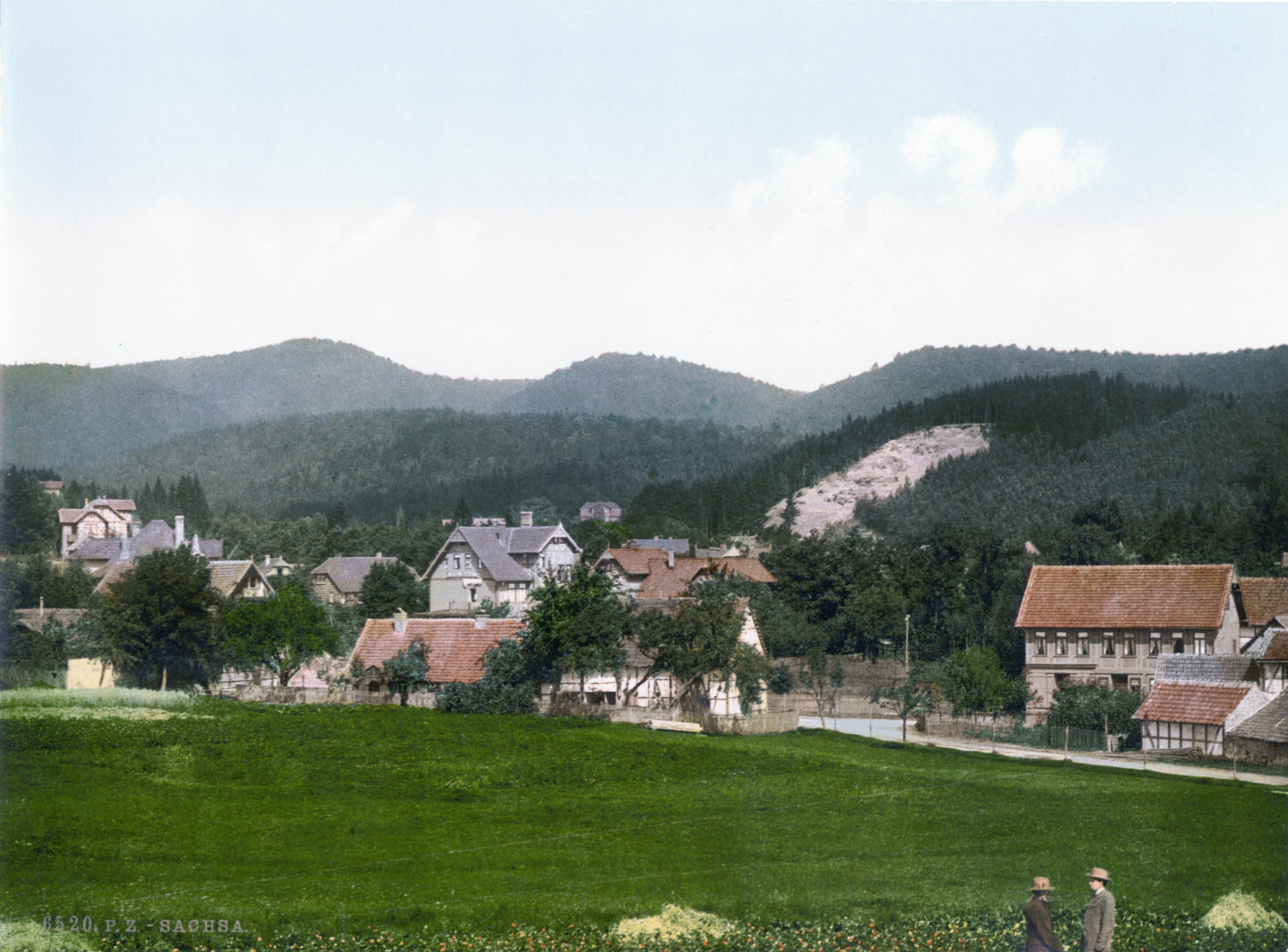
Eine weitere Ortsansicht um 1900

Eine erste urkundliche Erwähnung des Ortes erfolgte 1219. Unzutreffend ist der Verweis auf eine Urkunde, die von dem Kloster Walkenried als Kaufvertrag für einen See bei der damaligen Siedlung Saxa – heute Bad Sachsa – ausgestellt wurde, aus der Zeit um 810, in der der Ort erstmals erwähnt worden sein soll. Da 1229 von einem Pfarrer Siegfried aus Sachsa die Rede ist, ist anzunehmen, dass Sachsa damals schon bestand. Das älteste erhaltene Bauwerk ist der Turm der (heute evangelischen) St.-Nikolai-Kirche. Sein Bau wird auf die Jahre zwischen 1180 und 1200 datiert. Auf dem Sachsenstein, an der Bahnstrecke Bad Sachsa–Walkenried bei Neuhof, befindet sich die Ruine der Sachsenburg, die der deutsche König Heinrich IV. um das Jahr 1070 erbauen ließ. Als Folge der Sachsenkriege von 1073 bis 1075 musste sie bereits im Jahr 1074, noch unfertig, nach dem Frieden von Gerstungen wieder abgebrochen werden.
Spätestens seit 1238 gehörte Sachsa zur Grafschaft Honstein, zuvor gehörte es zur Grafschaft Klettenberg. Zwischen 1516 und 1525 (vermutlich 1525) erwarb Sachsa Stadtrechte. Nachdem die Grafen von Honstein 1593 ausgestorben waren (Ernst VII. hinterließ keinen männlichen Erben), beanspruchten die Grafen von Schwarzburg und die Grafen zu Stolberg die Grafschaft. Aber der Administrator des Bistums Halberstadt ergriff Besitz von der Grafschaft, die er als erledigtes Lehen einzog und an den Herzog von Braunschweig-Wolfenbüttel weiterverlehnte (das Besondere daran ist, dass der Administrator des Bistums Halberstadt und der Herzog von Braunschweig-Wolfenbüttel ein und dieselbe Person waren; es handelte sich um Heinrich Julius von Braunschweig-Wolfenbüttel). Obwohl die von den Grafen von Schwarzburg und von Stolberg angestrengte Klage vor dem Reichskammergericht zu einem sie begünstigenden Urteil führte, weigerten sich Heinrich Julius und seine Nachfolger, die Grafschaft zu veräußern. Im Verlauf des Dreißigjährigen Kriegs wechselte dann mehrfach die Herrschaft, bis die Grafschaft 1648 schwedisch besetzt war.
Im Westfälischen Frieden wurde das Fürstentum Halberstadt samt der Grafschaft Hohenstein an den Kurfürsten von Brandenburg gegeben. Seither war Sachsa brandenburgisch-preußisch, ausgenommen die Franzosenzeit 1807 bis 1813. Nachdem Preußen im Wiener Kongress erhebliche Territorien hinzu gewann, gliederte das Königreich sich 1816 in zehn Provinzen. Eine davon war die neu geschaffene Provinz Sachsen. Sachsa lag in dieser Provinz im Regierungsbezirk Erfurt und im Kreis Nordhausen, der ab 1888 den Namen Landkreis Grafschaft Hohenstein trug. Diese Zugehörigkeit blieb bis Juli 1945 bestehen.
Der Tourismus in Bad Sachsa begann etwa ab 1860, und der Kurbetrieb setzte 1874 ein. 1884 wird auf dem 376 Meter hohen Katzenstein ein Gasthaus mit Fremdenzimmern errichtet. Ein weiteres Berghotel wurde 1890 auf der Eulingswiese eröffnet.
Im Jahr 1900 zählte man 4051 Kurgäste und 2123 Einwohner. Seit 1905 heißt die Stadt offiziell Bad Sachsa. Mitte der 1920er Jahre wurden 3195 Einwohner gezählt.
1892 wird im Salztal das erste Freibad der Stadt eröffnet, 1929 wird es durch einen Neubau ersetzt. Auf dem Höhenzug zwischen Katzen- und Kuckhanstal mit dem Namen „Schweinerücken“ befand sich von 1908 bis zum Abriss 1946 ein „Luft- und Sonnenbad“ für Kurgäste.
Von 1911 bis 1961 gab es jedes Jahr im Januar oder Februar einen weit über die Stadtgrenzen bekannten Rodelkorso durch die Innenstadt, in Verbindung mit einem Festball im Hotel Schützenhaus (heute, Göbel's Vital Hotel). Zum Rodelkorso wurden im Ort zahlreiche Skulpturen aus Schnee erbaut.
Bad Sachsa weist bis heute einen außergewöhnlich großen Bestand an prächtigen Villen bzw. Häusern aus der Zeit zwischen 1880 und 1914 auf.

### Nationalsozialismus

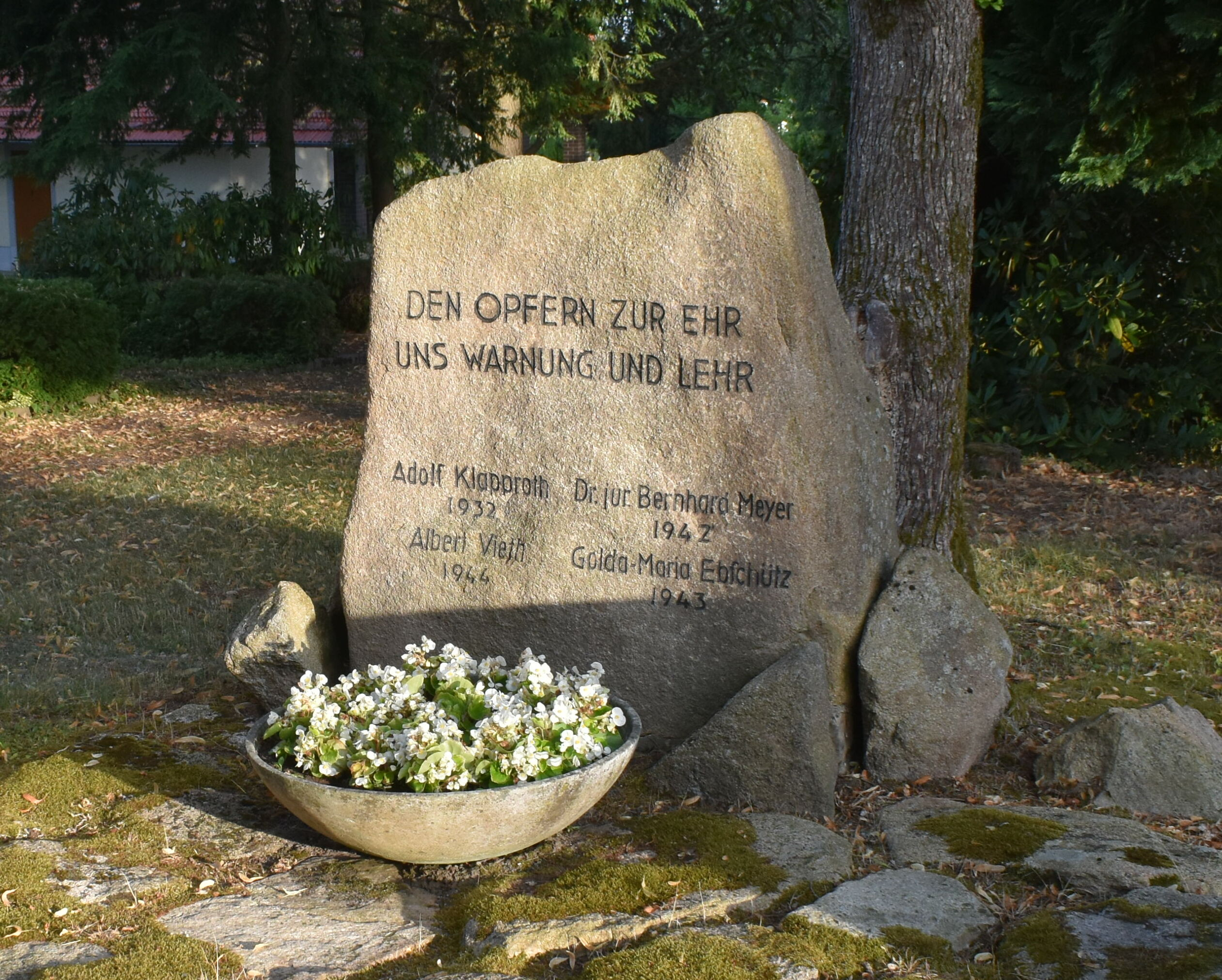
Gedenkstein für vier Opfer des Nationalsozialismus in Bad Sachsa

Während der Zeit des Nationalsozialismus entwickelte sich der Ort zu einem Schwerpunkt der NSDAP im Parteikreis Nordhausen-Südharz (das Kreisschulungszentrum Fritz-Sauckel-Haus wurde hier errichtet) und war schwer bewacht. Aus diesem Grunde wurden die Kinder aus den Familien der Attentäter vom 20. Juli 1944 in Sippenhaft genommen und im Kinderheim im Borntal interniert.
Im Herbst 1944 wurden das Archiv und die Bildstelle der Heeresversuchsanstalt Peenemünde (HVA) unter dem Tarnnamen „Ostverlag“ nach Bad Sachsa verlegt. Wegen der britischen Bombenangriffe auf Peenemünde zum Ende des Zweiten Weltkriegs wurde ab 17. Februar 1945 der Arbeitsstab Dornberger mit 450 Raketentechnikern der HVA, darunter Walter Dornberger, Wernher von Braun und Helmut Gröttrup, am Pfaffenberg in Bad Sachsa und in Orten der näheren Umgebung untergebracht. Wegen schwerer Bombenangriffe auf Nordhausen am 3. und 4. April 1945 und des raschen Vormarsches der alliierten Truppen wurde dieser Arbeitsstab am 6. April 1945 unter Bewachung durch die SS mit einem Zug nach Oberammergau abtransportiert.
Die Produktion der V1- und V2-Raketen wurde ab Januar 1944 von der Mittelwerk GmbH unter Leitung des Rüstungsministeriums und der SS durch Gefangene des nahe gelegenen Konzentrationslagers Mittelbau-Dora in einem unterirdischen Stollen des Kohnstein bei Nordhausen organisiert.
Für vier Opfer der Zeit des Nationalsozialismus in Bad Sachsa wurden 1956 auf dem Friedhof ein Gedenkstein errichtet und im Jahr 2022 Stolpersteine verlegt.

### Besatzungszonen 1945

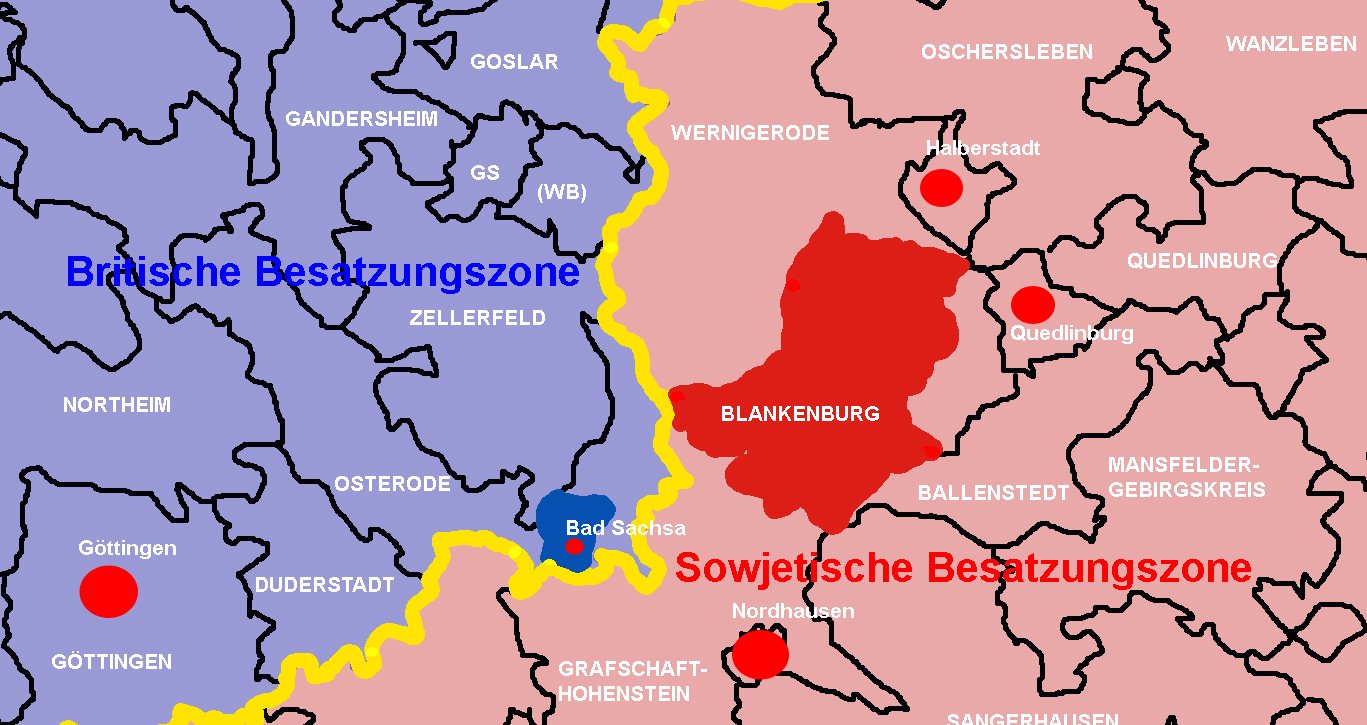
Der Gebietstausch vom 23. Juli 1945 im Harz (Gelb Zonengrenze)

Am 12. April 1945 wurde Bad Sachsa von amerikanischen Truppen nach kurzen Kämpfen besetzt. Die Amerikaner zogen sich ab Anfang Juli in die ihnen mit dem Londoner Protokoll vom 12. September 1944 zugewiesene amerikanische Besatzungszone zurück. Die ihnen folgenden sowjetischen Truppen ließen Bad Sachsa, das in der sowjetischen Besatzungszone lag, allerdings unbesetzt, bis am 23. Juli britische Truppen die Stadt besetzten. Vorausgegangen war ein Gebietstausch zwischen dem britischen und dem sowjetischen Oberkommando, bei dem Bad Sachsa und Umgebung (auch der Nachbarort Tettenborn war betroffen) an die britische Besatzungszone fiel und der Ostteil des braunschweigischen Landkreises Blankenburg zur sowjetischen Besatzungszone kam.
Dem Landkreis Osterode am Harz, dem Bad Sachsa seit dem 23. Juli 1945 de facto angehörte, wurde es per 1. September 1945 auch de jure eingegliedert.

### Nach 1945
1960 bis 1961 wurde die Jugendherberge nach Plänen des Architekten Hans Jaeckel errichtet. Auch der Kursaal Bad Sachsa entstand in den Jahren von 1962 bis 1963 nach Jaeckels Entwürfen.
Am 13. Juli 1973 wird die Städtepartnerschaft mit der französischen Gemeinde Castelnau-de-Médoc unterzeichnet und im Oktober desselben Jahres die Deutsch-Französische-Gesellschaft (DFG) gegründet. Schon ein Jahr später, im Juli 1974, erfolgte die erste Jugendfahrt der DFG von Bad Sachsa nach Castelnau, viele weitere folgten jährlich.
1975 wird am Freibad das Hallenbad mit Sauna und Restaurant erbaut. Von 1980 bis 2025 erscheinte jeden Monat der Stadtspiegel Bad Sachsa, eine kostenlose Stadt-, Gäste- und Kurzeitung.
Auf dem alten Freibadgelände wird 1987 das heutige Salztal Paradies eröffnet, ein Erlebnisbad mit Wellenbecken, Reifenrutsche, Saunalandschaft und Eislaufhalle.
1989 ist über dem Parkplatz noch eine Tennishalle dazu gekommen, die heute als Regenbogenland mit Bowling und Indoorspielplatz genutzt wird.
Zum 30. Dezember 1987 wurde das 1932 eröffnete Capitol-Kino geschlossen. Gezeigt wurde der Monumentalfilm Der letzte Kaiser. 1988 ziehen die Zeugen Jehovas in das ehemalige Kino ein. 2020 verkaufte die Glaubensgemeinschaft die Immobilie wieder an eine Privatperson.
Auf einer Skiwiese hinter dem Salztal Paradies wurde nach der Jahrtausendwende der erste Ferienpark in Bad Sachsa gebaut, der Ferienpark Salztal Paradies.
Seit dem Zusammenschluss der Landkreise Osterode am Harz und Göttingen am 1. November 2016 gehört Bad Sachsa zum Landkreis Göttingen.
Zum 31. Dezember 2020 wurde die Jugendherberge Bad Sachsa geschlossen.
Im September 2021 erfolgte der Spatenstich zum Bau eines zweiten Ferienparks in Bad Sachsa. Auf dem Gelände des ehemaligen Kinderheim im Borntal entstehen 83 Ferienhäuser. Der neue Ferienpark Borntal Eco Lodges  sollte im Dezember 2022 eröffnet werden.
Dieser Termin konnte aber wegen Finanzierungsfragen und Baugenehmigungen nicht gehalten werden, erst im Januar 2024 war das Erste von insgesamt 83 Ferienhäusern aufgebaut. Alle Häuser werden in Modulbauweise in Polen von einer deutschen Firma vorproduziert und vor Ort zusammengesetzt.
Mitte Juli 2023 wurde der Neubau der Rettungswache Bad Sachsa des ASB in Betrieb genommen. Stationiert sind am neuen Standort zwei Rettungswagen (RTW) und deren Besatzungen. Insgesamt wurden etwa 1,5 Millionen Euro in den Neubau der Wache investiert.
Im Sommer 2023 wurde das 50-jährige Jubiläum der deutsch-französischen Städtepartnerschaft mit Castelnau-de-Médoc gefeiert. Dazu gab es im Juli eine Festwoche in Frankreich und im August eine Festwoche in Deutschland.
2025 kann Bad Sachsa 500 Jahre Stadtrecht feiern. Dazu gibt es das ganze Jahr über themenspezifische Stadt- und Museumsführungen, in der ersten Aprilwoche 2025 im Kurhaus eine Kunstausstellung „Maler aus Bad Sachsa“ und im Mai 2025 vor dem Rathaus, für ein halbes Jahr, den Sonderstempel der Harzer Wandernadel „500 Jahre Stadtrecht“.

### Eingemeindungen
Am 1. Juli 1972 wurden durch das Harzgesetz die Nachbarorte und Gemeinden Neuhof (ehemals braunschweigisch), Steina (ehemals hannoversch) und Tettenborn eingemeindet.

### Ortsname
Frühere Ortsnamen von Sachsa waren in den Jahren 1219 Saxa, 1232 Sassa, 1237 Saxa und 1238 Sassa. Die Bedeutung des Ortsnamens Sachsa ist nicht eindeutig geklärt. Er ist am ehesten mit „Sahs-aha“ für sehen dürfen zu begründen. Im Grundwort steht vermutlich das germanische „aha“ für „Wasser, Fluss, Bach“. Außerdem ist wahrscheinlich das erschlossene „Sahs-“ für „Stein“ enthalten. Der Name hätte dann „Steinbach“ bedeutet. Möglicherweise bezog er sich als Teilabschnittsname, der im Ortsnamen erhalten blieb, auf den Fluss Uffe beziehungsweise den Sachsengraben.

### Christentum

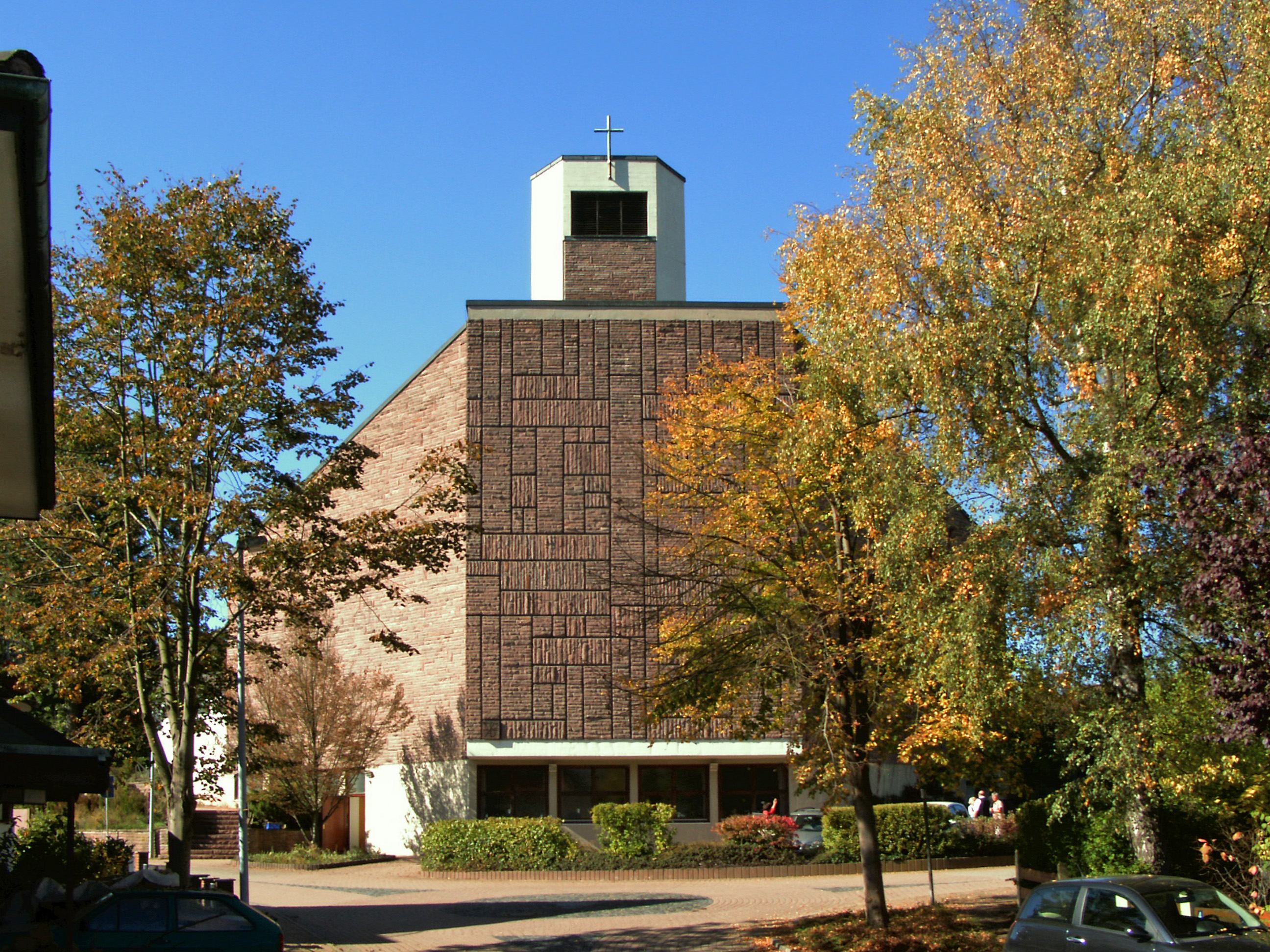
St.-Josef-Kirche

In Bad Sachsa befinden sich die evangelisch-lutherische Kirchengemeinde St. Nikolai und Gemeinden in den Ortsteilen Neuhof, Steina und Tettenborn. Die Kirchengemeinde Bad Sachsa gehörte früher zur Evangelischen Kirche der Kirchenprovinz Sachsen und wurde während der deutschen Teilung durch den Kirchenkreis Herford der Evangelischen Kirche von Westfalen betreut. Erst durch Vertrag der beiden Kirchenleitungen vom Oktober 1996 wurde die Gemeinde in den damaligen Kirchenkreis Herzberg der Evangelisch-lutherischen Landeskirche Hannovers eingegliedert; mit der Zusammenlegung der Kirchenkreise Herzberg, Osterode und Clausthal-Zellerfeld zum Kirchenkreis Harzer Land am 1. Januar 2013 gehört die St.-Nikolai-Gemeinde nun diesem Kirchenkreis an. Die Gemeinde verfügt über die gleichnamige Kirche an der Kirchstraße und das benachbarte Luther-Haus.
Die römisch-katholische St.-Josef-Kirche befindet sich an der Herderstraße, sie gehört zur Pfarrgemeinde St. Benno in Bad Lauterberg. Bereits 1931 wurde eine kleine katholische Kirche St. Josef an der Herderstraße eingeweiht. Von 1961 bis 1963 wurde die heutige Kirche gebaut. Das katholische Haus Tannenried an der Bismarckstraße, 1910 ursprünglich als Wohnhaus eines Fabrikanten erbaut, wurde 2009 geschlossen. In diesem Haus befand sich eine kleine Kapelle.
Die neuapostolische Gemeinde Bad Sachsa wurde 1977 gegründet, sie gehört zum Kirchenbezirk Göttingen und verfügt über eine 1979 eingeweihte Kirche an der Ringstraße.
Die Zeugen Jehovas verfügten von 1988 bis 2020 über einen Königreichssaal im ehemaligen Capitol-Kino an der Steinaer Straße.

### Konfessionsstatistik
Gemäß dem Zensus 2011 waren 55,5 % der Einwohner evangelisch, 10,2 % römisch-katholisch und 34,3 % waren konfessionslos, gehörten einer anderen Glaubensgemeinschaft an oder machten keine Angabe. Der Anteil der evangelischen und katholischen Kirchenmitglieder ist seitdem gesunken. Mit Stand 31. Dezember 2023 waren von den Einwohnern 41,1 % evangelisch, 8,9 % römisch-katholisch und 50,0 % waren konfessionslos oder gehörten einer anderen Glaubensgemeinschaft an.
Mit Stand 31. Dezember 2024 waren von den Einwohnern 39,4 % evangelisch, 8,5 % katholisch und 52,1 % waren konfessionslos oder gehörten einer anderen Glaubensgemeinschaft an.

## Dialektgrenze
Bad Sachsa liegt unmittelbar südlich der Benrather Linie und somit am Übergang von den hochdeutschen – genauer: den ostmitteldeutschen – Dialekten zur niederdeutschen Sprache.

## Politik

### Stadtrat
Der Rat der Stadt Bad Sachsa besteht aus 20 Ratsleuten. Dies ist die festgelegte Anzahl für eine Gemeinde mit einer Einwohnerzahl zwischen 7001 und 8000 Einwohnern. Die 20 Ratsmitglieder werden durch eine Kommunalwahl für jeweils fünf Jahre gewählt. Die aktuelle Amtszeit beginnt am 1. November 2021 und endet am 31. Oktober 2026.
Stimm- und sitzberechtigt im Stadtrat ist außerdem der hauptamtliche Bürgermeister.
Die letzte Kommunalwahl am 12. September 2021 ergab das folgende Ergebnis:
| Stadtrat Bad Sachsa 2021Insgesamt 20 Sitze - SPD: 6 - Grüne: 1 - BBB: 1 - AKTIV: 2 - FDP: 7 - CDU: 3 |

### Bürgermeister
Hauptamtlicher Bürgermeister war seit dem 1. November 2014 Axel Hartmann (CDU). Er gewann die Bürgermeisterwahl im Juli 2014 gegen die langjährige Amtsinhaberin Helene Hofmann (SPD), die die erste hauptamtliche Bürgermeisterin der Stadt war.
Hartmann legte sein Amt zum 31. März 2018 aus gesundheitlichen Gründen nieder und hat seinen Lebensmittelpunkt wieder nach Bratislava verlegt.
Die Amtsgeschäfte hatten bis zur Neuwahl seine Stellvertreter Uwe Weick, Werner Bruchmann (CDU) und Ralph Boehm (SPD) übernommen.
Nach über zweieinhalb Jahren Vakanz wurde am 22. November 2020 Daniel Quade (FDP) zum neuen Bürgermeister in Bad Sachsa gewählt. Bei der Kommunalwahl 2021 wurde er im Amt bestätigt.

### Ortsräte
Die drei weiteren Ortsteile der Stadt Bad Sachsa werden durch insgesamt 15 Ratsmitglieder in ihren Ortsräten vertreten. Seit der Kommunalwahl 2021 verteilen diese sich wie folgt:
| Ortsteile  | SPD | FDP | CDU | 0WG | 0∑ |  | Name/n der Wählergruppe/n |
| ---------- | --- | --- | --- | --- | -- |  | ------------------------- |
| Steina     | 3   | 2   | -   | -   | 5  |  | -                         |
| Tettenborn | 1   | 2   | 1   | 1   | 5  |  | AKTIV für Bad Sachsa      |
| Neuhof     | 3   | 1   | 1   | -   | 5  |  | -                         |
| ∑          | 7   | 5   | 2   | 1   | 15 |  |                           |

### Wappen
Das heutige Kommunalwappen der Stadt Bad Sachsa entspricht dem vom Staatsarchivrat Otto Korn im Staatsarchiv Magdeburg 1938 angefertigten Wappenentwurf. Das Motiv ist aber bedeutend älter. Bereits 1838 erhielt der Stadtförster ein Koppel mit Koppelschloss, auf dem der „halbe Eichbaum mit sechs Früchten“ zu sehen war. Die Eiche im Wappen von Bad Sachsa ist also keinesfalls erst im „Dritten Reich“ als Wappensymbol aufgenommen worden. Der Rat der Stadt Bad Sachsa beschloss am 14. September 1950, dass das bisherige Stadtwappen weiterhin Gültigkeit haben sollte. Das Wappen wurde am 2. April 1953 durch das Niedersächsische Innenministerium genehmigt.
| Wappen von Bad Sachsa | Blasonierung: „Gespaltener Schild, vorn in Silber auf grünem Boden ein aus dem Spalt hervortretender halber grüner Eichbaum mit 6 goldenen Eicheln, hinten geteilt, oben in Silber ein schreitender, schwarzer, rot-bezungter Hirsch, unten Rot und Silber kariert.“ |
| Wappen von Bad Sachsa | Wappenbegründung: Die vordere Wappenhälfte zeigt über die Jahrhunderte entweder einen Nadel- oder Laubbaum. In jedem Falle steht der Baum für die Jagdgerechtsame der Stadt im Harzwald. Die hintere Wappenhälfte blieb seit 1525 unverändert. Der schwarze Hirsch ist das Wappenzeichen der Grafen von Klettenberg, zu deren Grafschaft Sachsa im 12./13. Jahrhundert gehörte. Im Jahre 1238 fiel Sachsa an die Grafen von Hohnstein. Deren Turnier- und Kampfzeichen war der geschachte Schild. Durch die Hohnsteiner erhielt Sachsa 1525 die Stadtrechte. Das Geschlecht erlosch im Jahre 1593. |

### Städtepartnerschaft
- Castelnau-de-Médoc, französische Gemeinde im Département Gironde, seit 1973

## Kultur und Sehenswürdigkeiten

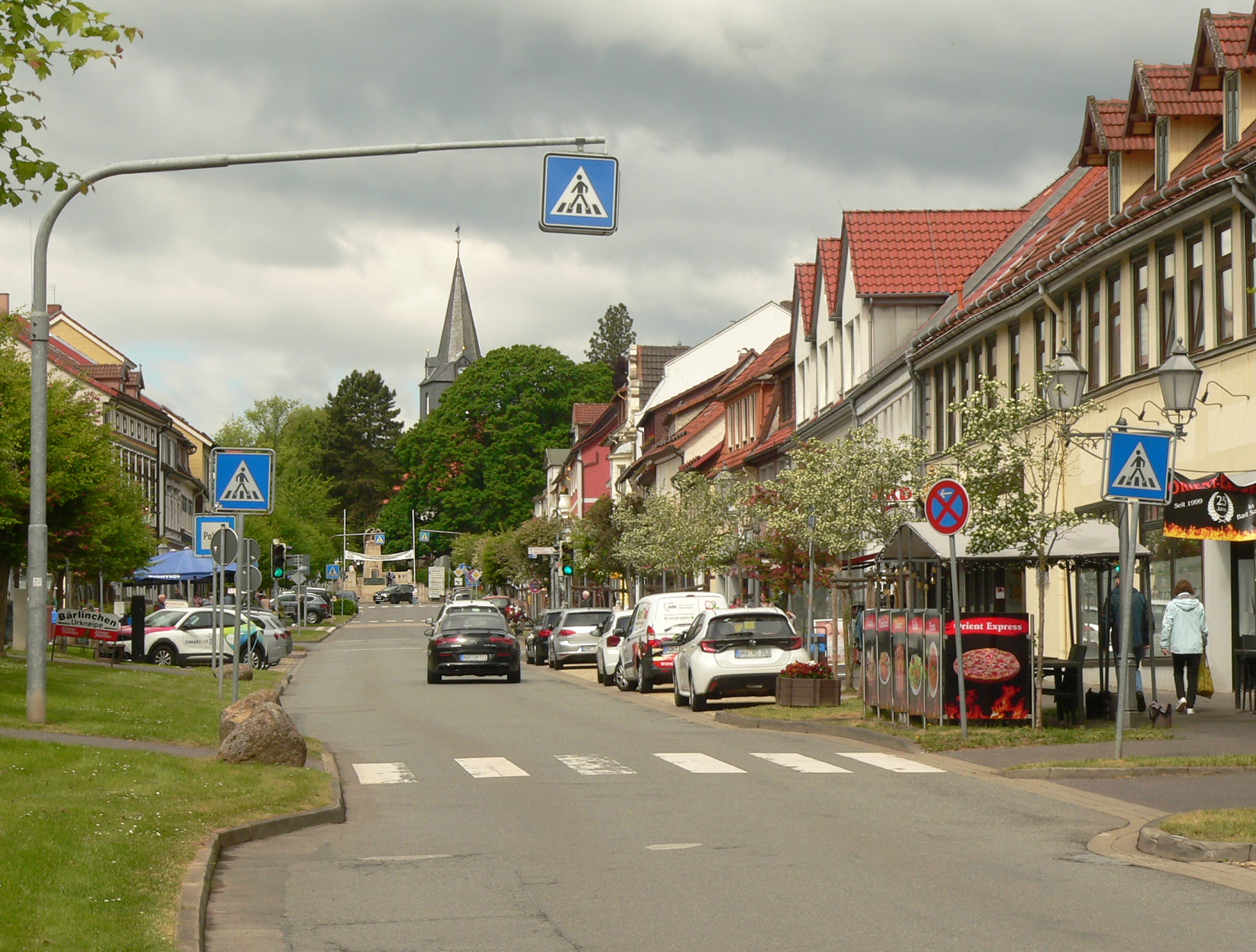
Haupteinkaufsstraße

### Bauwerke

#### Rathaus

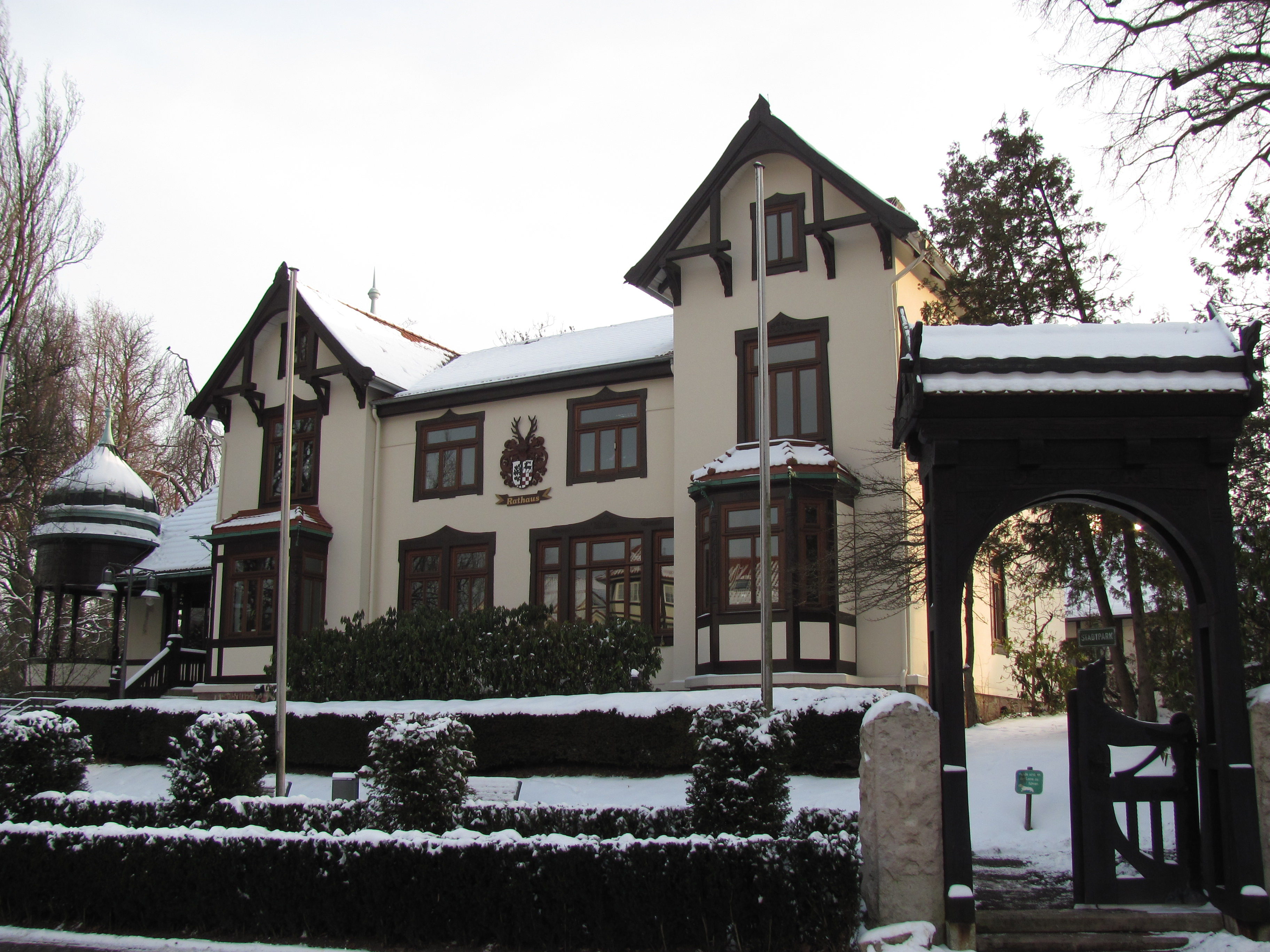
Rathaus Bad Sachsa

Das Rathaus der Stadt Bad Sachsa im Stadtpark wurde 1885–1886 als großbürgerliches Wohnhaus Villa Nora im Stil des Historismus mit Erkern und einem Pavillon erbaut. Besonders beachtenswert ist der ganz im Jugendstil gehaltene Sitzungssaal. Seit 1929 ist die Villa das Rathaus der Stadt Bad Sachsa. Der 1906 angelegte Stadtpark war früher der Privatpark der Villa. Zum Anwesen gehörte auch das sogenannte „Palmenhaus“, das später Dienststelle der Polizei sowie Sitz des Bauamts und des Forstamts der Stadt war. Der Schmerlbrunnen im Park wurde erst 1962 errichtet.
Ein Gedenkstein im Stadtpark erinnert seit 1936 an den langjährigen Bewohner der gesamten Anlage, den Unternehmer Louis Deibel (1856–1933). Die Stadt verlieh ihm 1933 posthum die Ehrenbürgerwürde.
Der Platz vor dem Rathaus trägt seit 2004 den Namen Place de Castelnau, benannt nach Castelnau-de-Médoc, der französischen Partnerstadt von Bad Sachsa.

#### St.-Nikolai-Kirche

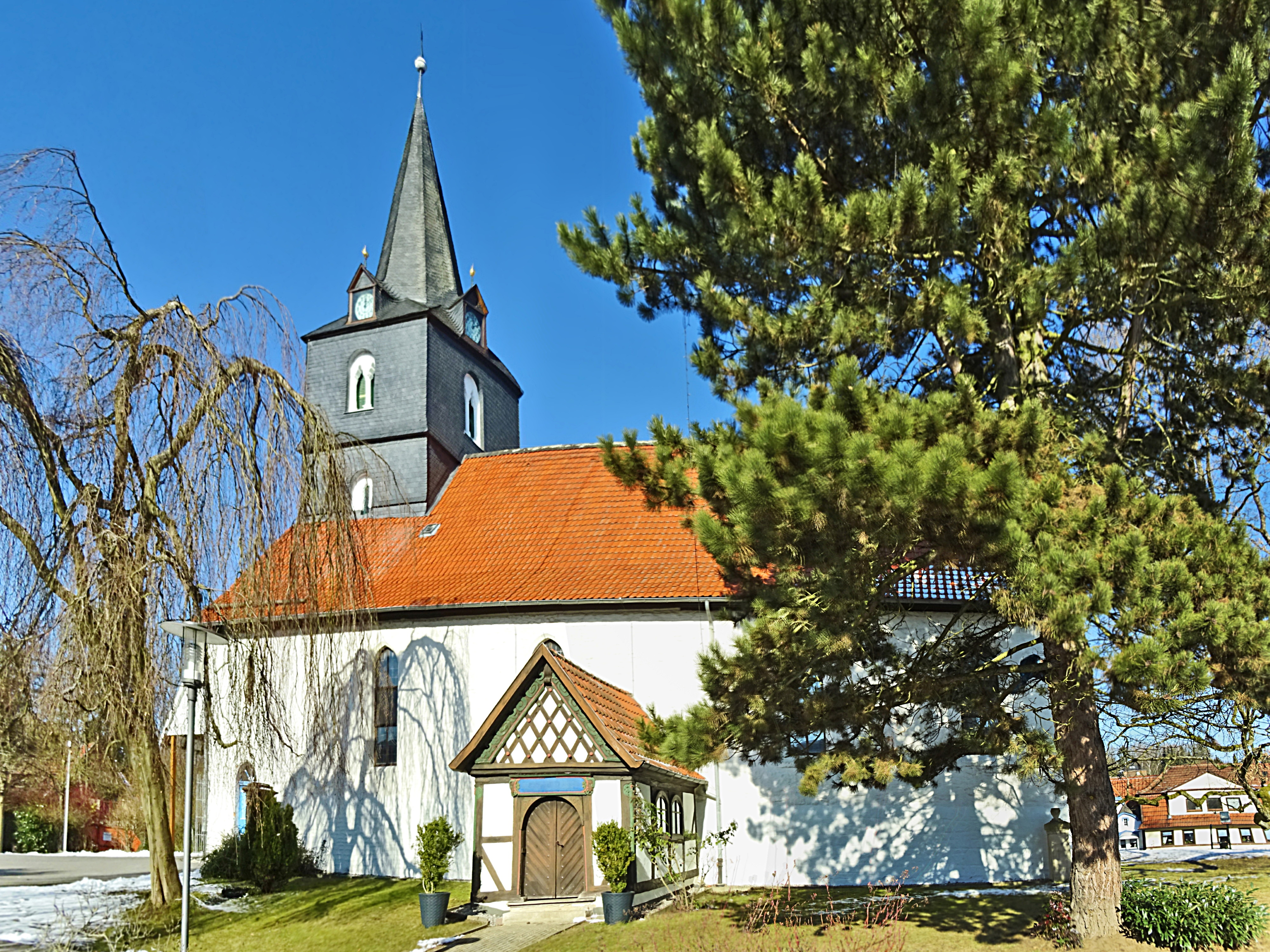
St.-Nikolai-Kirche Bad Sachsa

Die St.-Nikolai-Kirche ist das älteste Bauwerk der Stadt. Der um die Mitte des 12. Jahrhunderts im Stil der Romanik erbaute Westturm der Kirche, an den um 1300 das heutige Kirchenschiff angefügt wurde, beherrscht die Innenstadt von Bad Sachsa. Der Altar wurde 1595 von dem damaligen Bürgermeister Hansen Hartmann gestiftet, und 1680 erhielt die Kirche innen eine umlaufende Empore sowie 1691 außen einen Fachwerkvorbau mit einem Portal. Die barocke Innenausstattung mit einer Kanzel von 1711 ist sehenswert.
Von der Anhöhe, auf der sich die Kirche in der Stadtmitte erhebt, bietet sich ein schöner Blick in die belebte Marktstraße, eine Hauptgeschäftsstraße der Stadt.
Neben der Kirche stehen das 1756 erbaute Pfarrhaus und das für Veranstaltungen viel genutzte Lutherhaus. Auf dem kleinen Platz davor steht seit einigen Jahren ein achteckiger Brunnen mit drei Sitzbänken aus Sandstein.

#### Obertor und Untertor(Abgegangen)
In Höhe der Kirchstraße 15 oberhalb des Kirchplatzes stand das „Obertor“, auch „Gänsetor“ genannt, da es gleichzeitig die Wohnung des Gänsehirten war. 1717 wurde es wegen Baufälligkeit erneuert und 1847 niedergelegt. Die Stelle, an der sich das Stadttor befand, ist durch eine graue Pflasterung kenntlich gemacht.
Das „Untertor“ stand in der unteren Marktstraße. In dem Tor befanden sich eine Wachstube, im massiven Turm die Gefängniszellen und unter dem Ziegeldach die Polizeidienerwohnung. Nach dem Abriss 1854 wurden die Gefangenen im damaligen Rathaus untergebracht.
An den zwei Standorten der Bauwerke finden sich heute Hinweistafeln.

#### Sachsenburg
Unmittelbar an der Bahnstrecke Northeim–Nordhausen etwas südlich von Bad Sachsa ist auf einem Hügel im Wald die Ruine der Sachsenburg sehenswert. Der Stumpf eines Turmes von zehn Meter Durchmesser hat sich erhalten. Ausgrabungen fanden hier 1891–1893 statt. Der Karstwanderweg führt an der ehemaligen Burganlage vorbei.

### Museen und Ausstellungen

#### Wintersport- und Heimatmuseum Bad Sachsa
Im Wintersport- und Heimatmuseum in der Hindenburgstraße 6 wird die Ortsgeschichte präsentiert. Gezeigt werden unter anderem eine Schuhmacher-, Klempner- sowie eine vierhundertjährige Böttcherwerkstatt. Ein Schwerpunkt ist dem Wintersport gewidmet; unter anderem sind der selbst gebaute Lenkschlitten des deutschen Rodelmeisters (1952, 1954) sowie Skier aus heimischer Fabrikation zu sehen.
Vor dem Museum steht eine DDR-Grenzsäule der ehemaligen innerdeutschen Grenze.

#### Grenzlandmuseum

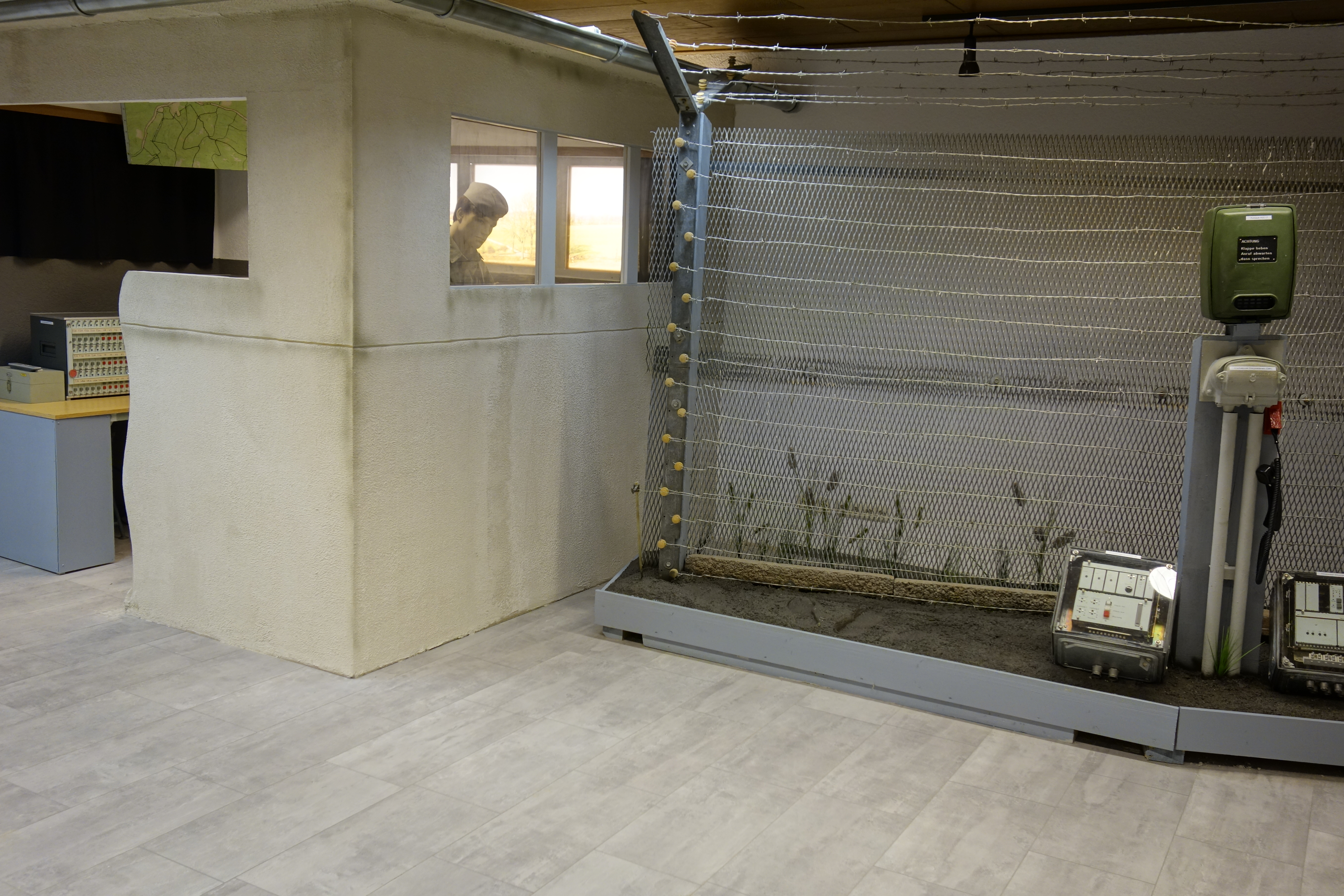
Grenzlandmuseum Bad Sachsa (2016)

Das Grenzlandmuseum Bad Sachsa wurde am 12. November 1992, genau drei Jahre nach der provisorischen Grenzöffnung eröffnet. Es lag zunächst an der B 243 zwischen Mackenrode und Nüxei im Dorfgemeinschaftshaus des Ortsteils Tettenborn, das sich nur wenige hundert Meter von der ehemaligen innerdeutschen Grenze befindet. Es präsentierte eine Vielzahl originaler Ausstattungsstücke der DDR-Grenztruppen und dokumentierte spektakuläre Grenzdurchbrüche und auch das Leben im Grenzgebiet.
2016 zog das Museum in das Haus des Gastes im Vitalpark der Stadt Bad Sachsa um. Nach dem Standortwechsel konzipierte der Förderverein Grenzlandmuseum Bad Sachsa e. V. die Ausstellung neu und eröffnete das Museum am 16. Dezember 2016 wieder. Es thematisiert die 45 Jahre währende deutsche Teilung zwischen 1945 und 1990, fokussiert auf die Geschehnisse in der Südharz-Region. Exponate und Dioramen über die Entwicklungsgeschichte und über die Organisation des durch die ehemalige DDR errichteten Grenzregimes, einschließlich der pioniertechnischen Sperreinrichtungen, nehmen einen breiten Raum in der Dauerausstellung ein. Alles ist dreisprachig erklärt (deutsch / englisch / niederländisch).

#### Weitere Museen
Das NatUrzeitmuseum Bad Sachsa bietet einen Überblick über 290 Millionen Jahre Naturgeschichte des Südharzes. Im Ortsteil Steina gibt es ein Glasmuseum, das über die Glasherstellung und das Harzer Waldglas informiert.

#### Ausstellungen

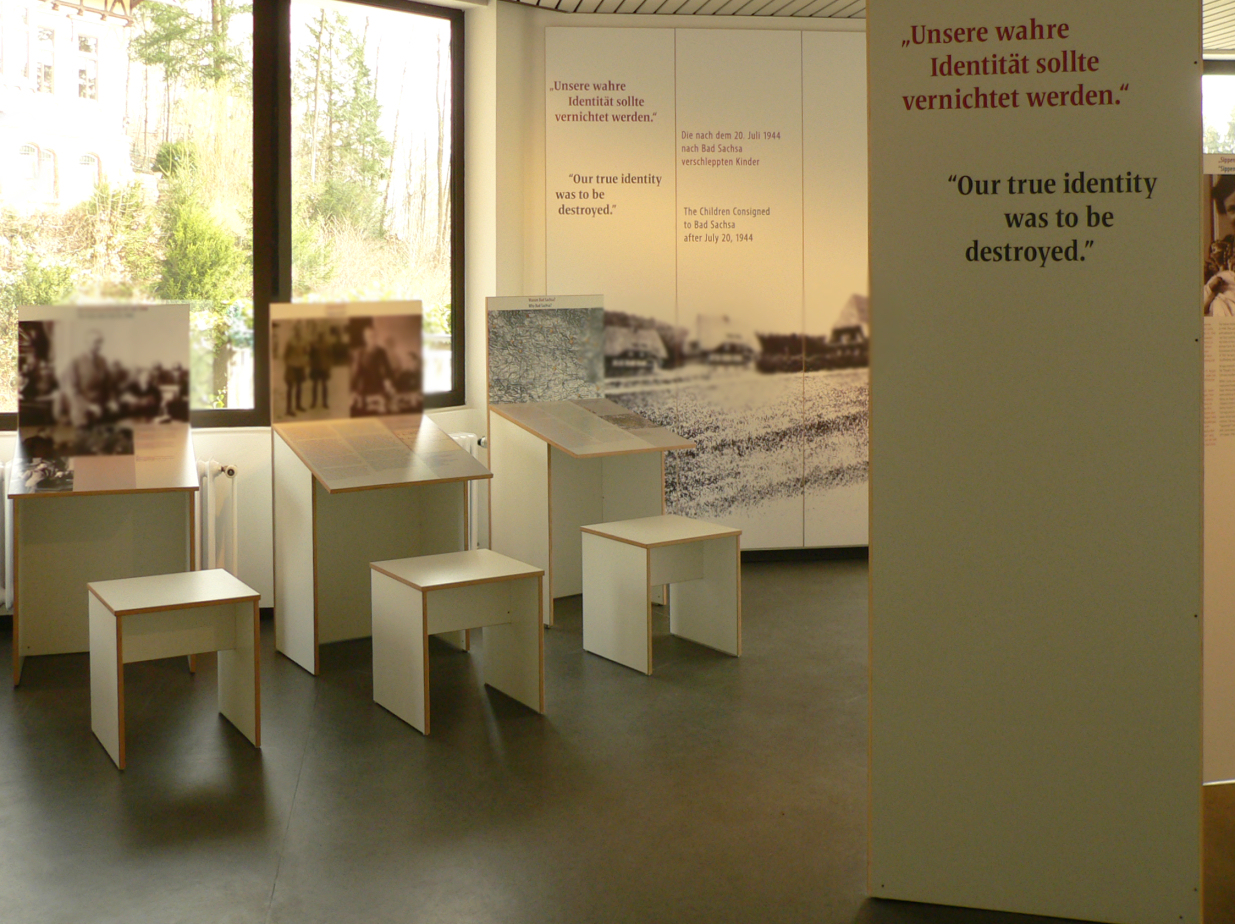
Ausstellung zum Kinderheim im Borntal

In der Tourist-Information Bad Sachsa wird seit 2016 eine Dauerausstellung über die nach dem Attentat vom 20. Juli 1944 nach Bad Sachsa verschleppten Kinder gezeigt. Untergebracht waren die 46 Kinder vom Baby bis zum Jugendlichen in vier Häusern des 1937 erbauten Kinderheims im Borntal.
Im NatUrzeitmuseum Bad Sachsa gibt es eine Saurierausstellung. Zu sehen sind Saurier aus verschiedenen Epochen, die sowohl in Amerika als auch in Europa gelebt haben, so u. a. der Ichthyostega oder der Tanystropheus.
Das Grenzlandmuseum Bad Sachsa zeigt neben der Dauerausstellung in wechselnden Sonderausstellungen weitere Themen der deutschen Teilung.

### Vitalpark

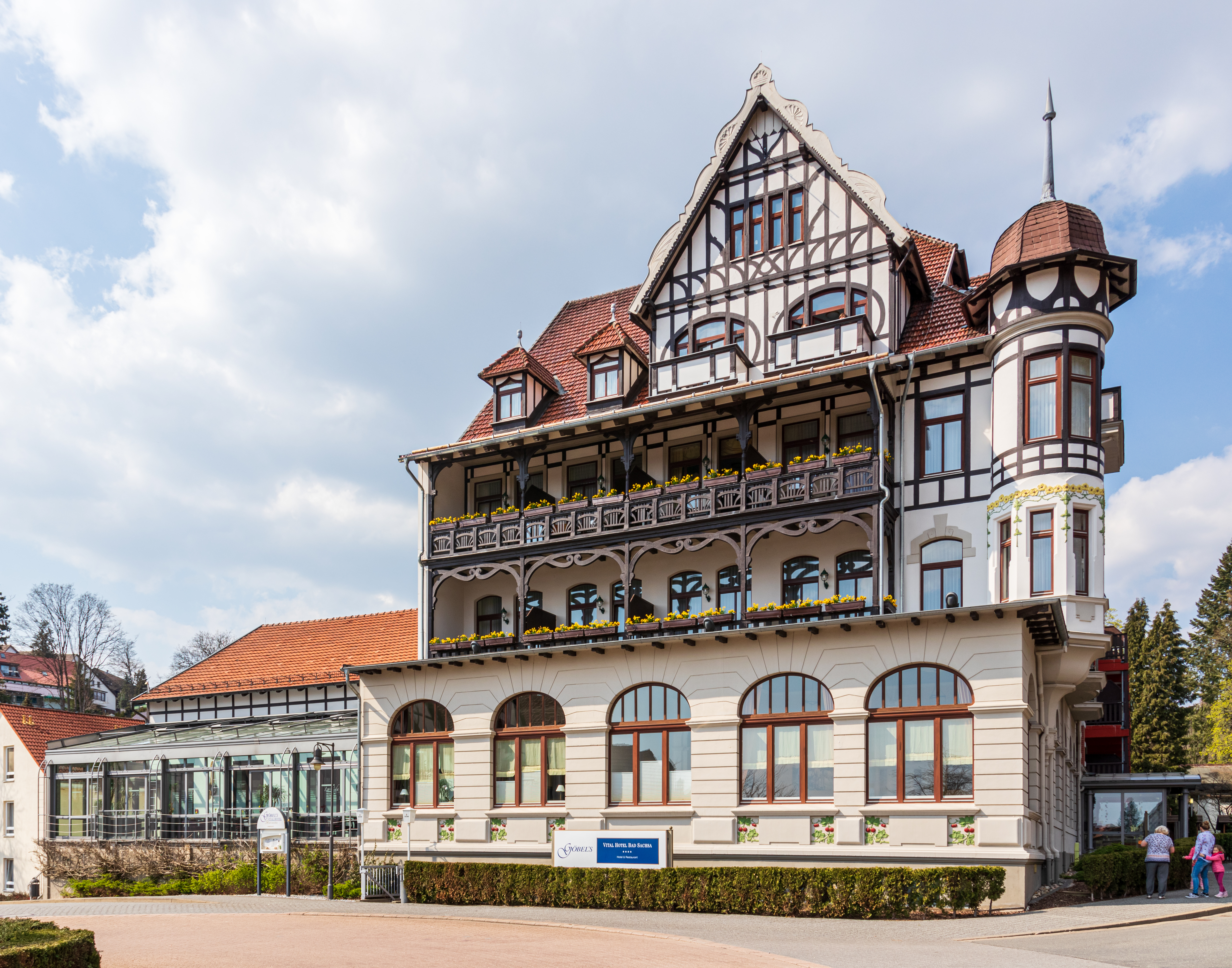
Göbel’s Vital Hotel Bad Sachsa

Oberhalb der Hindenburgstraße liegt der 1889 angelegte historische Kurpark mit Musikpavillon (schon seit 1902 bestand ein Musikpavillon), Wandelhalle (erbaut 1939), Kurhaus (erbaut 1962/63) und Tourist-Information (erbaut 1982), nach Umgestaltung der alten Parkanlage 2013 trägt der Kurpark jetzt den neuen Namen Vitalpark.
Im Vitalpark sind das NatUrzeitmuseum, das Grenzlandmuseum, eine Anlage zum Wassertreten, ein Barfußpfad, einige Outdoor Fitnessgeräte, eine Minigolfanlage mit 18 Bahnen, drei Tennisplätze, ein Beachtennisplatz und ein Mehrgenerationen-Spielplatz zu finden.
Am alten Haupteingang liegt das 1904 erbaute Hotel Schützenhaus, heute das Vierstern-Superior Göbel’s Vital Hotel.

### Schmelzteich

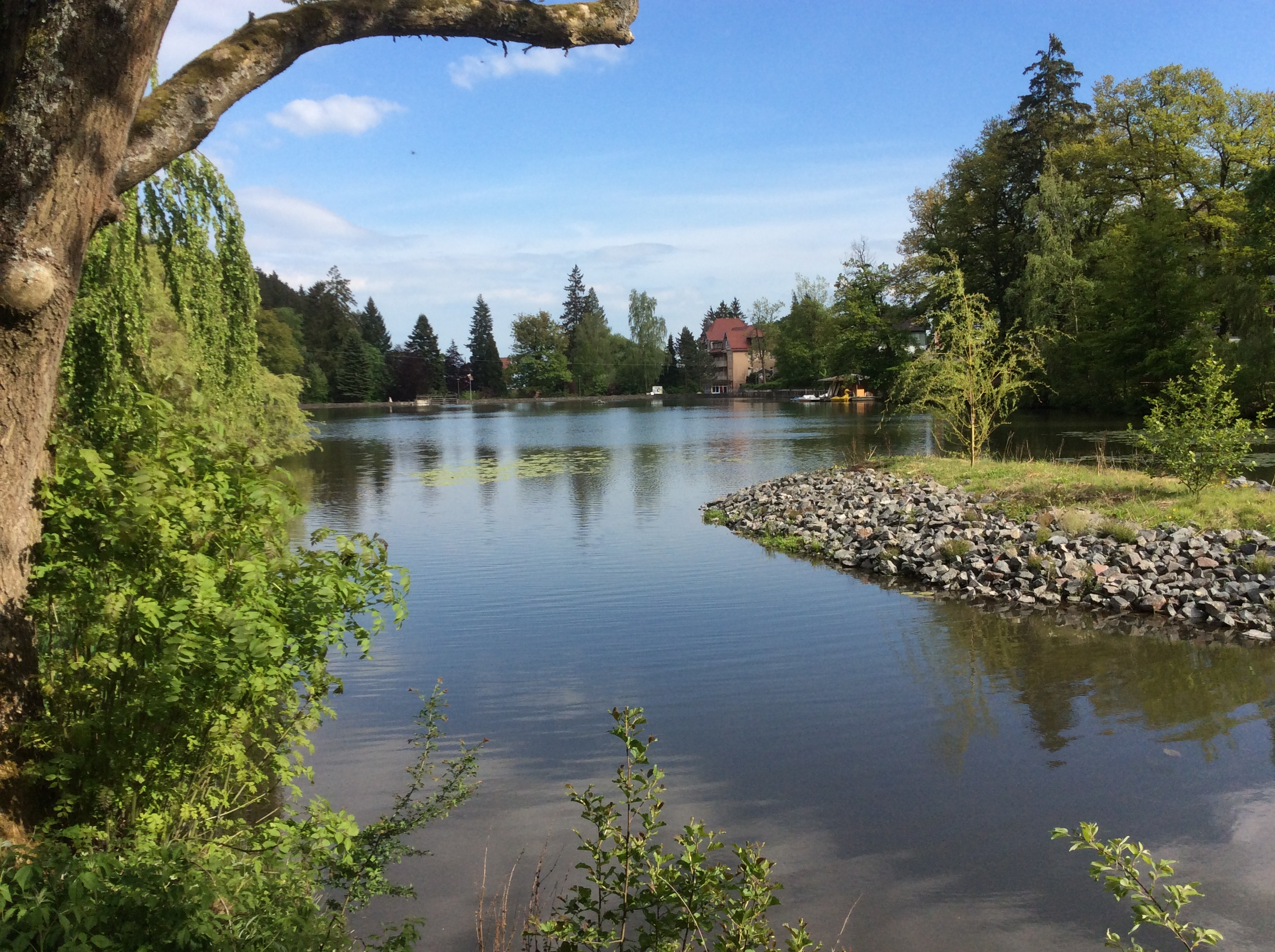
Schmelzteich

Der 7 Hektar große Schmelzteich ist ein künstlich angelegter See im Vitalpark (vormals Kurpark). Am Westufer des Schmelzteich liegt die 1900 erbaute Villa Vita und das 1978 eröffnete Fünf-Sterne-Hotel Romantischer Winkel.

### Römerstein
Sehenswert ist eine südlich der Stadt befindliche, sagenumwobene, zerklüftete Felsformation, die nach einem Jüngling mit Namen Roman aus einem Geschlecht von Riesen benannt sein soll. Nicht weit von der Erhebung Römerstein entfernt wurden Siedlungsspuren aus der Zeit um 10.000 v. Chr. entdeckt.

### Ravensberg
Der 659 m ü. NHN hohe Ravensberg ist der Hausberg von Bad Sachsa. Auf ihm befindet sich ein 1970 gebauter und weithin sichtbarer Sendeturm, der heute von der Deutschen Telekom genutzt wird. Der Ravensberg ist der einzige mit dem PKW befahrbare Berg des Westharzes. Markierte Wanderwege und Mountainbike-Touren mit unterschiedlichem Schwierigkeitsgrad beginnen hier. Wintersportler können ein Skigebiet mit mehreren Liften, zwei Rodelbahnen und die Anbindung an das Südharzer Loipennetz nutzen. Auch eine Flutlichtanlage ist vorhanden.
Der Berggipfel bietet einen Rundumblick, bei dem der Kyffhäuser, das Weserbergland sowie verschiedene Harzberge, darunter der Brocken, zu sehen sind.

### Harzfalkenhof

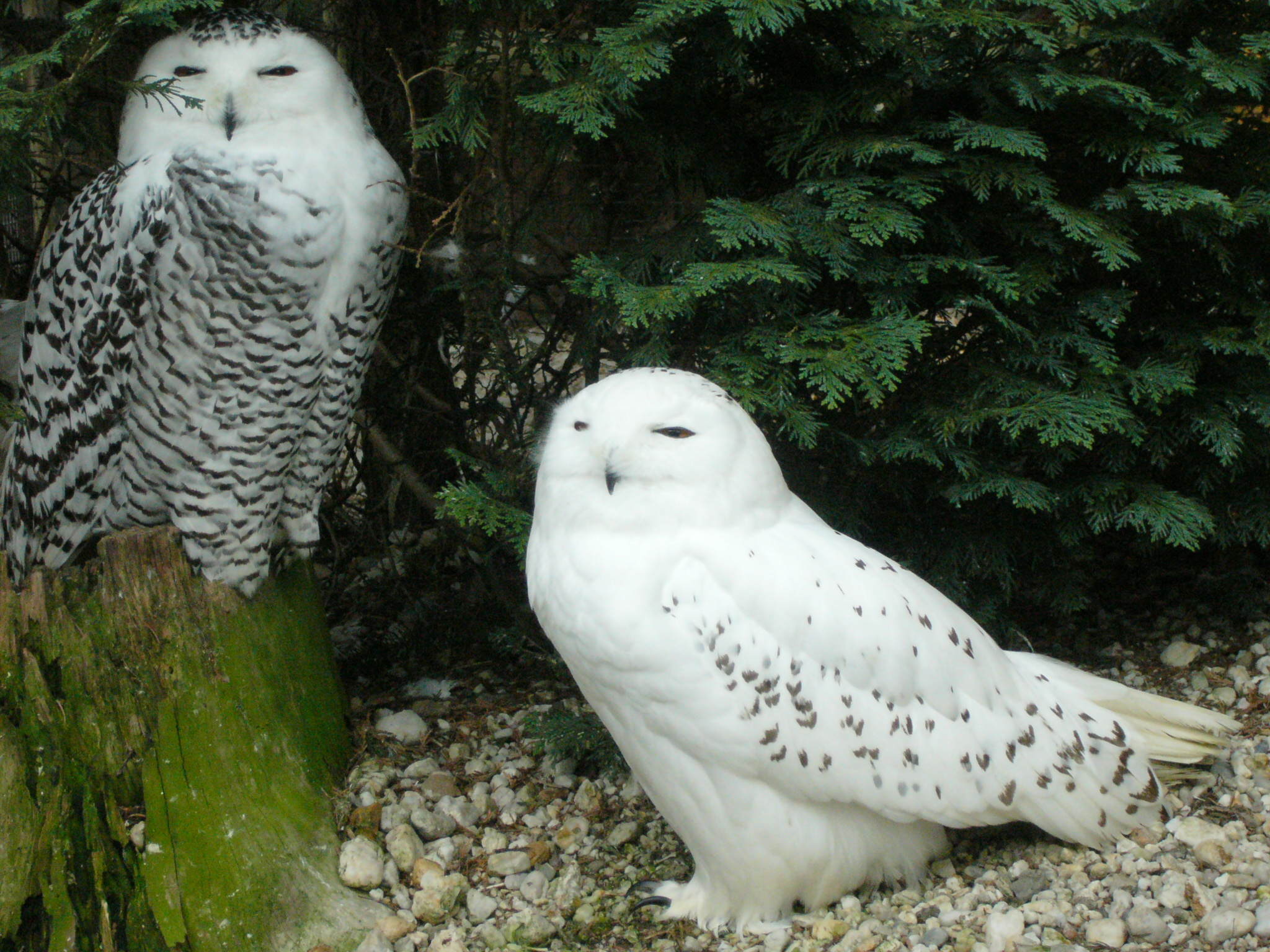
Schnee-Eulen im Harzfalkenhof

Am Ortsrand von Bad Sachsa liegt auf dem Katzenstein der Greifvogelpark Harzfalkenhof. Hier werden verschiedene Greifvogelarten gezeigt und es finden Flugvorführungen statt.
Auf der Anlage sind in den 1960er Jahren einige Coverfotos der bekannten Sängerin Alexandra entstanden.

### Märchengrund

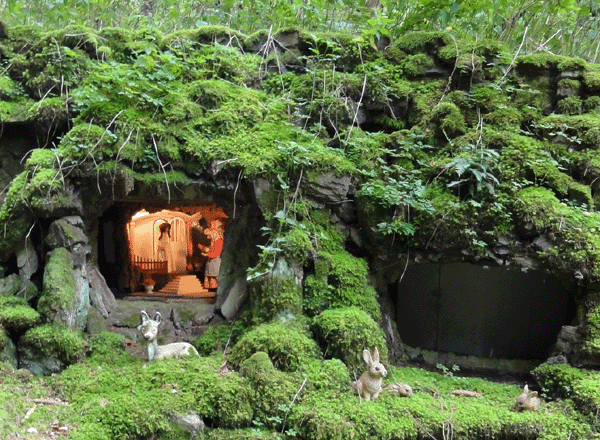
Märchengrund Bad Sachsa (Märchenspiel Schneewittchen)

Der Märchengrund, in den 1950er Jahren auch Märchenwald genannt, in der Katzentalstraße ist ab 1910 von dem Kunstmaler Gustav Schaub (1875–1944) errichtet worden und ist heute der älteste Märchenpark Deutschlands.
Gezeigt werden drei bis 1933 erbaute Märchenspiele Hänsel und Gretel, Rotkäppchen, Schneewittchen und die kleine Märchengrund-Wassermühle. Von 2009 bis 2011 wurde die gesamte Anlage renoviert und restauriert, dabei wurde auch die Technik erneuert. 2018 wurde ein Förderverein für den Märchenpark gegründet. Im April 2021 wurde der Märchengrund vom Landkreis Göttingen als Freilichtmuseum eingestuft.
Im Jahr 2024/2025 soll der Märchengrund mit Hilfe von Fördergeldern grundlegend saniert werden, anschließend übernimmt die bekannte Schauspielerin, Theaterpädagogin und Märchenerzählerin Janette Rauch als neue Pächterin die historische Touristenattraktion am Katzenstein.
Seit einigen Jahren gibt es auf dem Gelände immer wieder Sonderveranstaltungen wie die Märchentage im Sommer und Winter.

### Naturschutzgebiete
Unweit des Ortes befinden sich die Naturschutzgebiete Gipskarstlandschaft Bad Sachsa und Walkenried und Priorteich/Sachsenstein.

### Musik
- Kurkonzerte im Vitalpark oder Kurhaus
- KonzertSommer im Vitalpark Bad Sachsa[63]
- Kirchenkonzerte in St. Nikolai und St. Josef

### Sport

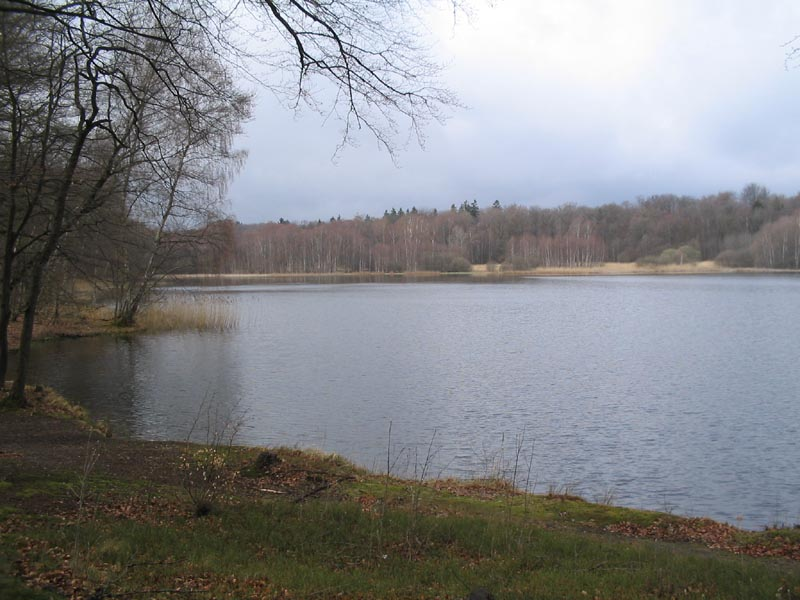
Waldfreibad Priorteich

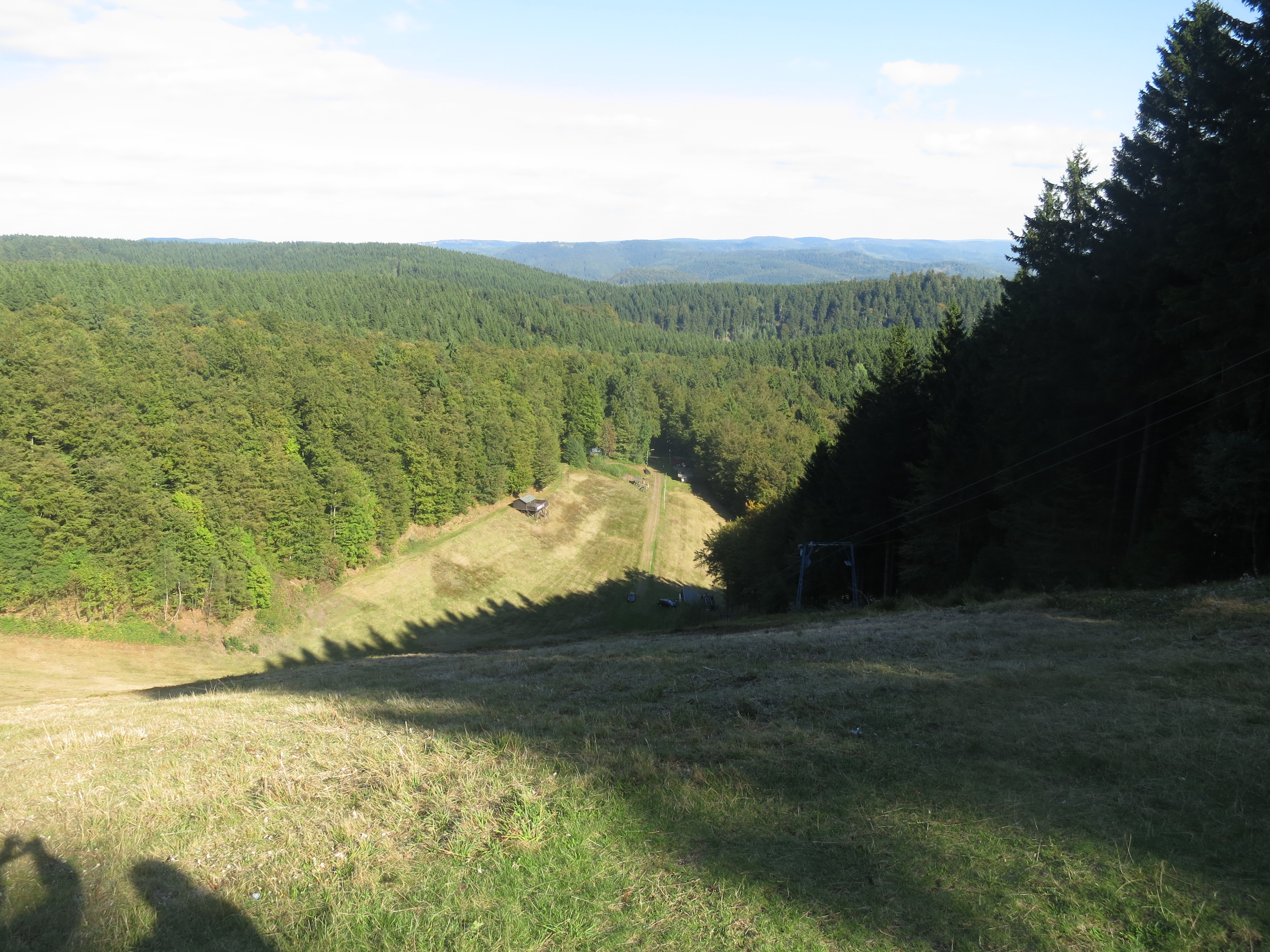
Ski- und Sportzentrum Ravensberg

- Salztal Paradies (Erlebnisbad, Eislaufhalle, Sauna, Wellness)[64]
- Regenbogenland (Fitness, Bowling, Indoorspielplatz)[65]
- Clip'n Climb Kletterhalle Harz[66]
- Waldfreibad Priorteich - Sachsenstein
- Wandern (geführte Wandertouren ab der Tourist-Information Bad Sachsa)
- Pferdesportanlagen, Reiterhöfe, Reitschulen:
  - Reit und Fahrverein Pferdefreunde Neuhof[67] im Ortsteil Neuhof
  - ISI-Land / Islandpferde-Reitschule[68] im Ortsteil Tettenborn
- Ski- und Sportzentrum Ravensberg[69] im Frühjahr/Sommer findet auf dem Gelände ein Crossgolftunier für „Jedermann“ statt.[70]
- Eishockeyschule Bad Sachsa[71]

### Vereine
- Schützengesellschaft von 1814 Bad Sachsa (alle Ortsteile haben eigene Schützenvereine)[72]
- Harzklub Zweigverein Bad Sachsa (Gegr. 1886)[73]
- WSV - Wintersportverein Bad Sachsa von 1911 (ab 2019 WSV Südharz)[74]
- Tennis Club Grün-Weiss Bad Sachsa (Tennisverein)[75]
- VfB Südharz (Fußballverein)[76]
- Deutsch-Französische Gesellschaft (Verein zur Städtepartnerschaft, gegr. 1973)[77]
- Kulturforum Bad Sachsa (Kulturverein)[78]

### Regelmäßige Veranstaltungen
- Original-Stadtführung „Häuser erzählen Geschichte(n)“
- Geführte Radwanderungen an die ehemalige innerdeutsche Grenze
- Segway Panorama-Touren zum Ravensberg und zum Kloster Walkenried[79]
- Dienstagswanderungen des Harzklub Zweigverein Bad Sachsa[80]
- Geführte Wanderungen durch die Gipskarstlandschaft Südharz
- Heilklima-Wanderungen
- Waldbaden – Shinrin Yoku
- Schmerlmarkt im Vitalpark[81]
- Märchen-Walpurgis[82]
- Osterfeuer auf dem Knickberg
- Das Cocktailfestival
- Sachsaer Kneipen Nacht[83]
- Sachsaer Food Truck Festival
- Volks- und Schützenfest
- Musiksommer im Vitalpark
- White Dinner auf dem Schmelzteichdamm
- Lichterfest im Vitalpark
- Stadtfest
- Weinfest
- Weihnachtsmarkt

## Wirtschaft und Infrastruktur

### Fremdenverkehr

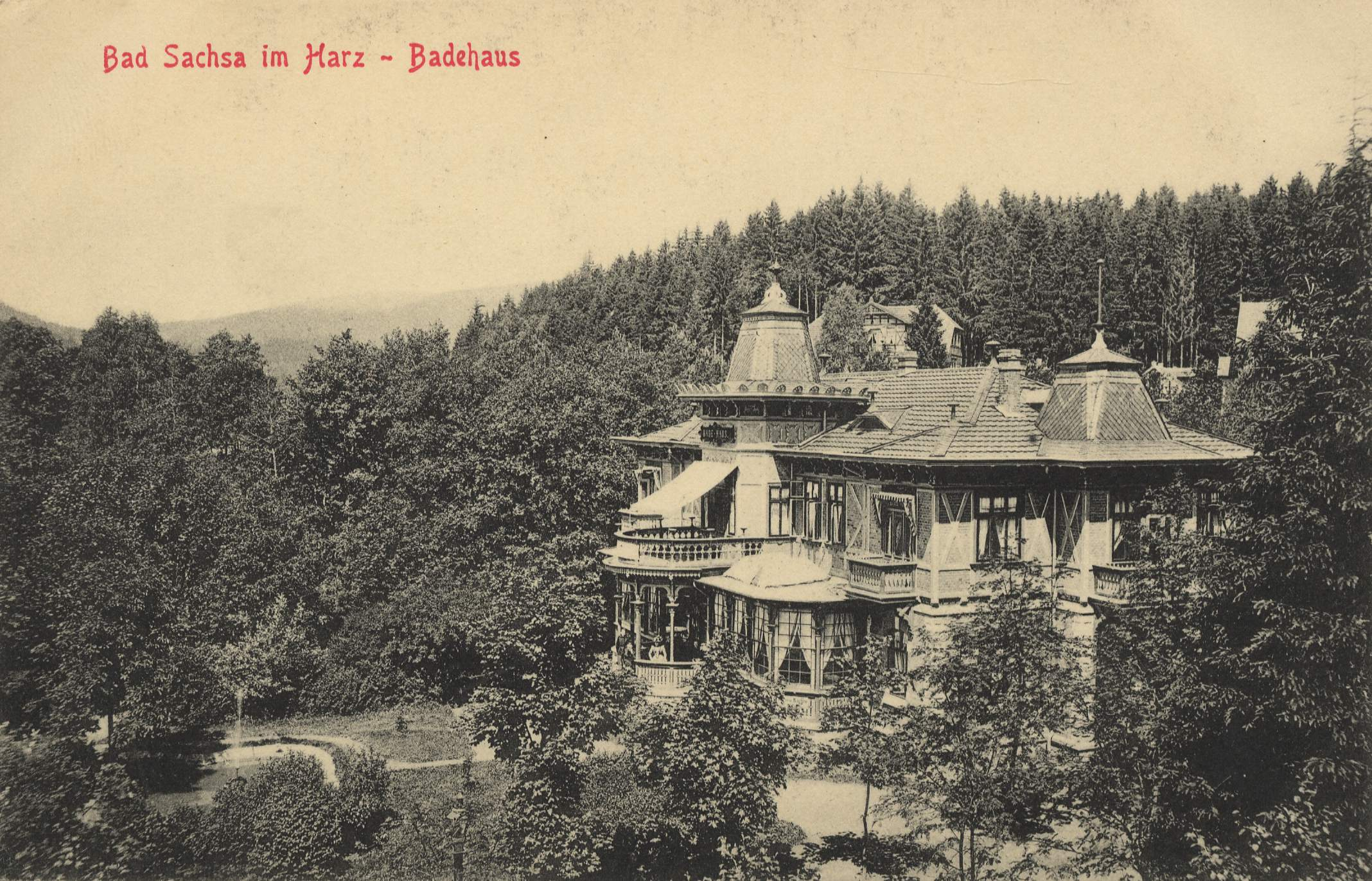
Historische Ansichtskarte vom alten Badehaus zu Sachsa (um 1900)

Ab Mitte des 19. Jahrhunderts entwickelte sich der Fremdenverkehr zu einem wichtigen Wirtschaftszweig. 1864 kommen auf ärztlicher Empfehlung die ersten Kurgäste nach Sachsa, die vom Heilgehilfen Carl Degenhardt beherbergt wurden.
1890 wird hinter dem Kurpark ein neues Badehaus im Renaissancestil errichtet. Es enthält 14 Badezellen und im Obergeschoss ein Gästehaus. Den Städtebeinamen Bad als Kurort trägt die Stadt seit 1905.
Nach dem Niedergang des Kurwesens um 1990 (Folge der Gesundheitsstrukturgesetze) wird seit ca. 2000 durch Politik und Verwaltung die Hinwendung zum Tourismus-Ort konsequent betrieben.
Heute hat Bad Sachsa 192 Gastgeber mit 2.623 Gästebetten.
Des Weiteren gibt es 26 Wohnmobil-Parkplätze an vier Standorten. Der Schützenplatz Bad Sachsa soll in den nächsten Jahren von 20 Stellplätzen auf 70 erweitert werden.
2023 hatte Bad Sachsa rund 317.790 Übernachtungen, 2022 waren es rund 311.500 Übernachtungen.
Die Stadt sowie auch einige Beherbergungsbetriebe haben schon zahlreiche Preise und Auszeichnungen erhalten.
Unter anderen wurde 2025 das Restaurant Joseph's Fine Dining im Hotel Romantischer Winkel mit einem Michelin-Stern ausgezeichnet.

### Geldinstitute

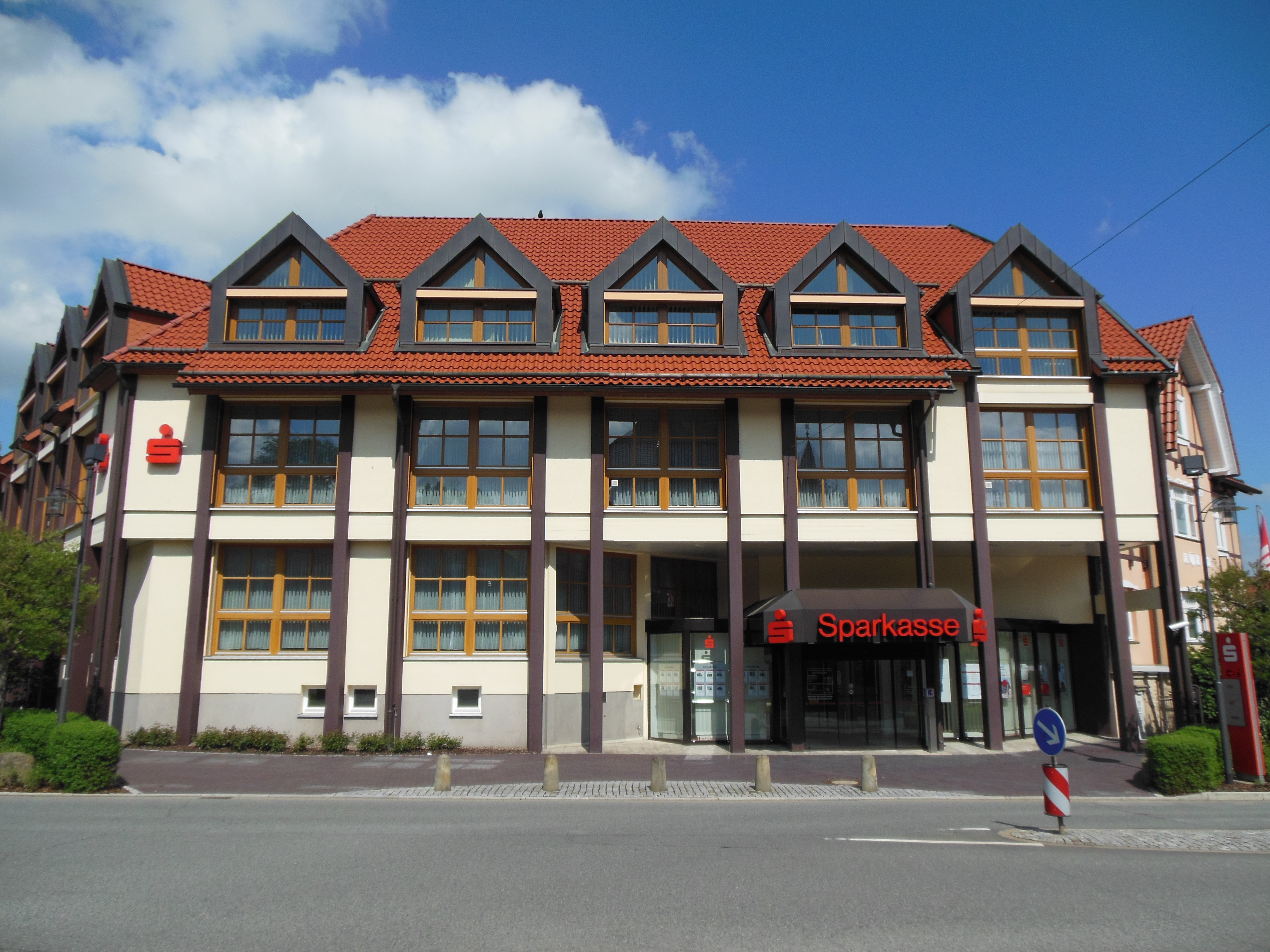
Zweigstelle Bad Sachsa der Sparkasse Osterode am Harz

Die Stadtsparkasse Bad Sachsa war bis zum 31. Dezember 2019 die kleinste unabhängige Sparkasse Deutschlands. Sie wies 2017 eine Bilanzsumme von 131,99 Millionen Euro aus, hatte 39 Beschäftigte und lediglich eine Niederlassung.
Die Stadtsparkasse sollte ursprünglich zum 1. Juni 2019 mit den weiteren Sparkassen im Landkreis Göttingen, den Sparkassen Duderstadt, Hann. Münden und Osterode am Harz fusionieren.
Zum 1. Januar 2020 haben die bisherige Sparkasse Osterode am Harz und die ehemalige Stadtsparkasse Bad Sachsa zur Sparkasse Osterode am Harz fusioniert.
Seit den 1960er Jahren gibt es auch eine Filiale der Volksbank im Harz in Bad Sachsa, zuerst in Hindenburgstraße und später in der Uffestraße, gegenüber dem Rathaus.
Ab dem 1. Oktober 2020 wird die Filiale Bad Sachsa als Selbstbedienungs-Zweigstelle mit Geldautomaten, Kontoauszugsdrucker und Briefkasten weitergeführt.
Die Deutsche Bank hatte seit Schließung ihrer Filiale in Bad Sachsa nur noch Selbstbedienungs- und Bankautomaten in der Marktstraße. Im Februar 2023 wurde diese SB-Filiale nach einer Geldautomaten-Sprengung dauerhaft geschlossen.

### Bildung

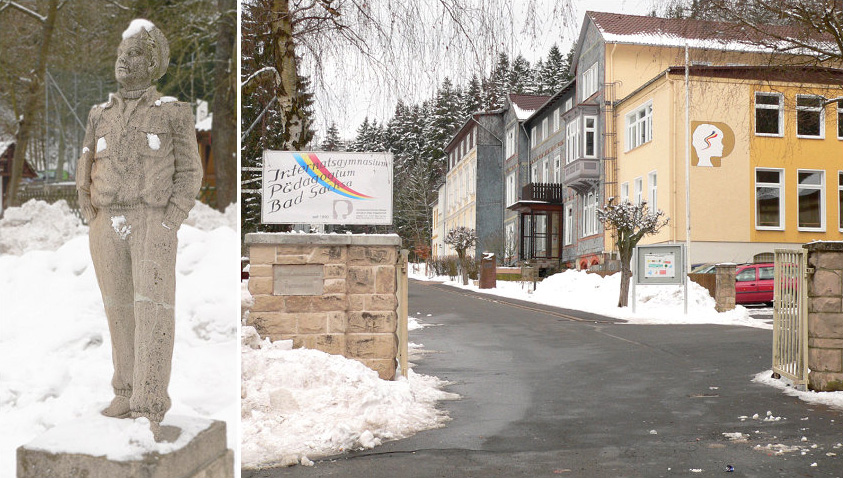
Internatsgymnasium Pädagogium und Schülerdenkmal „Frechdachs“ davor

Das im Ostertal in der Nähe des Kurparks (heute Vitalpark) gelegene Internatsgymnasium Pädagogium Bad Sachsa (auch „Päda“ genannt) bezeichnet sich als älteste Schule in freier Trägerschaft in Norddeutschland. Das Pädagogium mit seinen alten Schulgebäuden aus verschiedenen Epochen und die denkmalgeschützte alte Turnhalle prägen das Stadtbild im Ostertal. Vor dem Eingang des Schulgeländes steht das von ehemaligen Schülern gestiftete Schülerdenkmal – der Frechdachs. Unter den namhaften Persönlichkeiten, die in ihrer Schulzeit das Pädagogium besuchten, findet sich auch Rolf Kalmuczak, der Autor der Jugendkrimi-Serie TKKG. Daher finden sich Schauplätze des Hörspiels zum Teil in Bad Sachsa und Umgebung wieder.
Des Weiteren gibt es in Bad Sachsa eine Oberschule, eine Grundschule sowie eine private Musikschule und drei öffentliche Kindergärten.
Erweitert wird dieses Bildungsangebot durch ein Kursangebot der Volkshochschule Göttingen-Osterode und der Stadtbibliothek Bad Sachsa.

### Kinderheim im Borntal

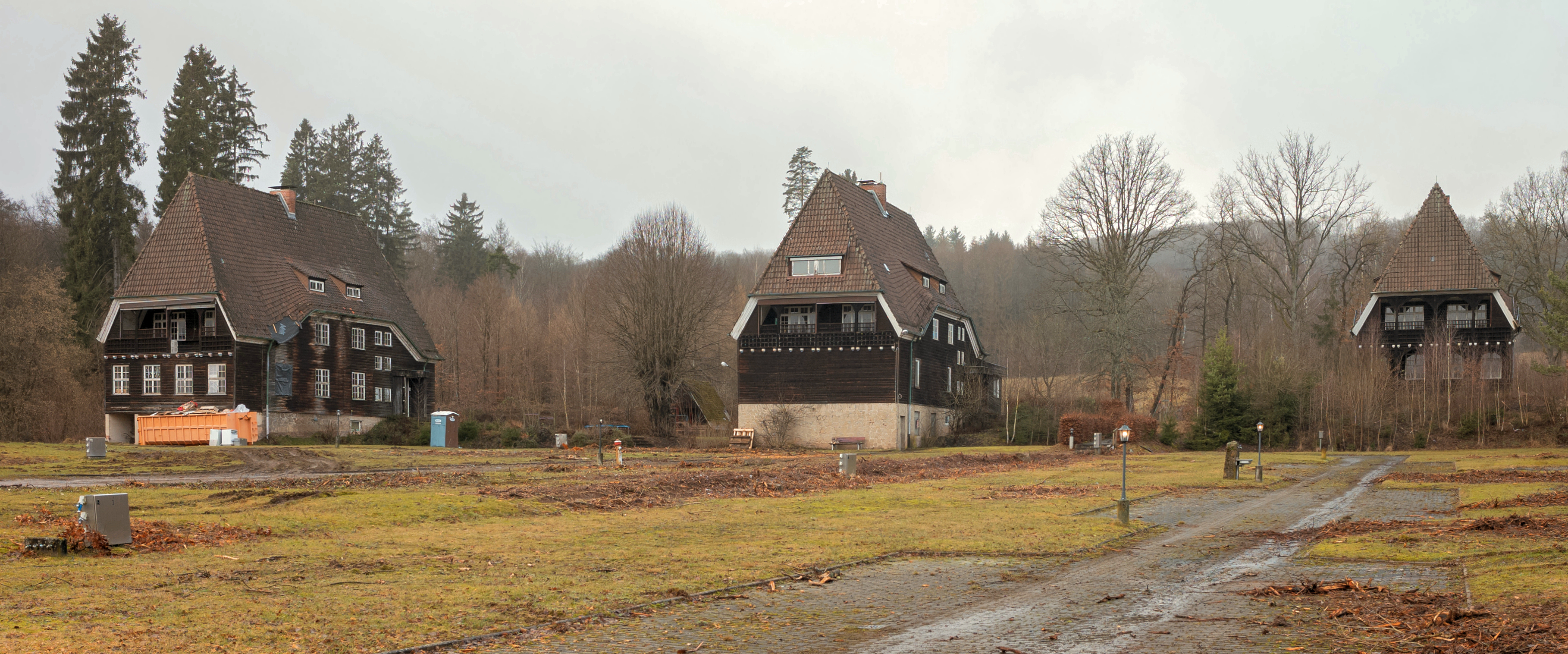
Das Areal des früheren Kinderheims mit drei der ursprünglichen Holzhäuser

Im Borntal befindet sich das Gelände des ehemaligen Kinderheims im Borntal, das 1937 mit acht Holzhäusern entstand. Eine Bremer Stiftung hatte das Kindererholungsheim errichtet, um Stadtkindern eine Kur im Südharz zu ermöglichen. 1938 übernahm es die Nationalsozialistischen Volkswohlfahrt (NSV). Nach dem Attentat vom 20. Juli 1944 kamen 46 Kinder aus den Familien der Beteiligten dort in Sippenhaft. Außerdem lebte und arbeitete auf dem Gelände 1944/45 der geheime Stab um Wernher von Braun und Walter Dornberger. Nach dem Zweiten Weltkrieg wurde in den Gebäuden ein überregional bekanntes Kinderkrankenhaus mit Kreißsaal, Intensivstation und einer für damalige Verhältnisse modernen Röntgenstation eingerichtet. Nach der Schließung des Krankenhauses 1992 entstand auf dem Gelände 2001 ein Campingplatz. Später verwilderten große Teile des Geländes und einige der Gebäude wurden durch Vandalismus und fehlende Instandhaltung zum Teil stark beschädigt.
2021 erfolgte der Spatenstich zum Bau eines Ferienparks mit 83 Ferienhäusern auf dem Gelände im Borntal. Zudem soll hier am historischen Ort ein Dokumentationszentrum der „Kinder des 20. Juli 1944“ eingerichtet werden. Dafür ist eins der drei verbliebenen, heute unter Denkmalschutz stehenden Holzhäuser, vorgesehen.

### Verkehr

#### Schienenverkehr
Bad Sachsa ist durch die Südharzstrecke an das Schienennetz der Deutschen Bahn angeschlossen und verfügt über einen Bahnhaltepunkt am Rande des Ortes Neuhof etwa zwei Kilometer vom Ortszentrum entfernt. Da dieser Bahnhof erst später eingerichtet wurde, war der Bahnhof in Tettenborn bis zu diesem Zeitpunkt der einzige Bahnhof von Bad Sachsa. Er wurde jedoch geschlossen und abgerissen.

#### Öffentlicher Nahverkehr
Bad Sachsa ist mit den Buslinien 470, 471 und 472 des Verkehrsverbund Süd-Niedersachsen mit dem Umland verbunden. Eine Linie erschließt die Ortsteile Tettenborn und Steina, die beiden anderen Linien erschließen den Ortsteil Neuhof. Alle Linien bedienen zudem den Bahnhof Bad Sachsa. Betrieben wird der Linienbusverkehr in Bad Sachsa von einem privaten Unternehmen im Auftrage des VSN.

#### Straßenverkehr
Bad Sachsa hat Anbindung an die B 243. Außerdem verfügt Bad Sachsa über Anbindung an mehrere Kreis- und Landesstraßen. Innerhalb der Stadt sind viele Straßen zum Teil stark beschädigt, das Stadtzentrum bildet eine Ausnahme. Die bisherigen Instandhaltungen wurden mit EU-Geldern finanziert.

#### Themenradweg T3
Der Themenradweg T3 führt durch die einmalige Karstlandschaft im Südharz. 25–30 km weit geht es auf überwiegend ruhig gelegenen und kaum befahrenden Wirtschafts- und Forstwegen von Bad Sachsa über Walkenried und Tettenborn zurück nach Bad Sachsa. Stationen sind u. a. der Priorteich/Sachsenstein, das Kloster Walkenried, der Itelteich und Wiedigshof.

#### E-Ladestellen
In Bad Sachsa gibt es 12 Standorte mit 24 Ladepunkten (Stromtankstellen) an denen E-Autos und E-Bikes aufgeladen werden können. Es fließt zu 100 Prozent Ökostrom. Neben den Standorten im Stadtgebiet und den Ortsteilen haben auch einige Hotels vor Ort E-Ladestellen.

#### E-Carsharing
Die Stadtwerke Bad Sachsa GmbH übernimmt als einer von 14 Projektpartnern der Ein-Harz-Initiative den Verleih eines vollelektrischen Kleinwagens an der Ladestation in der Marktstraße Bad Sachsa.

### Energie
Das Umspannwerk Neuhof war schon vor der Grenzöffnung 1989 über eine 110-kV-Doppelleitung mit dem Umspannwerk Wolkramshausen verbunden. Über diese Leitung exportierte die DDR Elektroenergie nach Niedersachsen. Um die Frequenzschwankungen auszugleichen, war im Umspannwerk Neuhof ein 6-MVA-Frequenzumrichter installiert.